# Ben 10 全面進化
《Ben 10 全面進化》（英語：Ben 10: Omniverse）是目前由卡通頻道製作的動畫影集，為Ben 10系列主劇情的第四套系列作。由負責製作的Man of Action於2011年宣佈。作品的藝術風格由Derrick J. Wyatt設計並且於2012年英國玩具展公佈。該系列預定於2012年9月22日首播，不過第一集《世事多變 上集 》已在2012年8月1日提前播出。台灣於2012年9月28日18:00時段首播前兩集，另外從2012年9月30日開始到2013年9月1日持續在每週日10:00時段播出兩集。而香港是延至2015年2月25日，逢星期一至五17:00於明珠台首播。从2017年9月21日起，本节目由中央电视台少儿频道逢星期一至五中午12:00在《动漫世界》栏目播出，以《少年骇客：全面进化》名义。2018年2月28日起由湖南广播电视台金鹰卡通频道在晚上10点播出。本節目原定製作60集，但最終因收視反升而追加製作總共80集，分成8個story arc，是Ben 10系列中集數最多的影集。

## 故事簡介
小班現在除了使用阿茲米斯給他的新Omnitrix持續保護世界，還遇到新的伙伴戮克。小玟和凱文因為各自的原因要離開貝爾市，也讓小班必須面對沒有這兩人一起行動的局面。另外，小班除了要面對過去的舊敵人，還遇上駭霸等新敵人。其中，小班也將會因為過去及其他平行時空的小班來影響未來的世界及發展。

## 角色

### 主角團隊
- 田小班（Benjamin "Ben" Kirby Tennyson 班傑明‧柯比‧田尼森）

配音：Yuri Lowenthal、塔拉·史壯 Tara Strong（幼年）（美國）；何志威（台灣）
現在16歲的小班有一支新的Omnitrix，功能上還會新增外星英雄，不過終極版外星英雄不再出現。自從小玟和凱文離開後，馬克要為他安排新團隊時他認為靠自己和Omnitrix就足夠。
當戮克在《The More Things Change, Part I》出現在他面前表示自己是他的新搭擋，他並不想接受，而在《The More Things Change, Part II》最後經過一番合作後，接受這位新搭擋。
他曾聲稱戮克是自己的最佳拍檔，就排在小玟和凱文之後。
過去11歲時最喜歡變電蜥，兩次打敗變形魔過，但後來被變形魔刪除電蜥的DNA，導致小班再也無法使用電蜥了。從此之後，任何人只要提到電蜥就會憶起過去的傷害。
五年後，在《蓋文星末日 下集》在小班變身的超巨人被變形魔附身期間，小班從變形魔體內解放電蜥的DNA，並再次變身為電蜥，徹底摧毀變形魔，使其化作一具石像。
正式就職天工會後他稍微自大了一點點，喜歡人們稱他作超級英雄多於水電工，不過比起《終極英雄》時期明顯收斂很多。與茱莉分手後偶然會有花心的一面，然而他對他的初戀-凱伊是最認真的。他曾被可熱族的伊絲達問過，他的一生中到底有多少個女人。
以前非常討厭雪泥，但後來莫名其妙地喜歡上了喝雪泥，甚至經常到雪泥大王喝，也愛吃辣醬薯條。
- 戮克布朗可（Rook Blonko）

配音：Bumper Robinson（美國）；李景唐（台灣）
在《Ben 10 全面進化》登場的新團隊成員，是個外星人，母星是維瓦那（Revonnah）。根據他所說，在被派到地球以前，他是在維瓦那驅逐巨鼠的農民。本身沒有什麼強大的力量，他依靠體術和高科技裝備原型具（Proto-Tool）戰鬥，也可以在情況緊急時當場組裝應付當時局面的裝置。他是由馬克送去找小班。他和小班一起行動，並習慣以「長官」（Sir）稱呼小班，而其他天工會的人會稱其姓氏。
戮克初次見到小班時，小班已經聲名遠播。他讀過小班的事蹟，並且在和小班相處時想確認這些有關小班傳言的可信度。執行任務時相較小班而言，比較偏向按照標準程序行動。
和小班互動的時候，聽到小班說了俚語時可能會聽不懂是什麼用語。中文版經常以台語表示。
他是戮家的長男，大妹戮莎後來加入天工會學堂，而小弟在脫尾前一直被稱為「小小」，脫尾後就以其景仰的英雄名為戮班。
在《Mystery, Incorporeal》後得到小玟的魔法書。在《Charmed, I'm Sure》透露已經學會很多魔法，但很少使用魔法行動。

### 舊團隊成員
- 田小玟/田玟琳（Gwendolyn "Gwen" Tennyson 關朵琳田尼森）

配音：Ashley Johnson
小玟是小班的堂親，有施展魔法能力，包括利用天能塑型成護盾、砲彈、階梯和繩索等。她能那麼快上手學會魔法來因為自安諾星人血統，會在激動或特殊狀況下變成安諾星人型態。
小玟從小時候就和小班是任務搭擋，到《Ben 10 外星英雄》和《Ben 10 終極英雄》仍然和小班一起行動。現在小玟從高中跳級，準備離開貝爾市去念大學，因而要和小班分開一段時間。
小玟在《Many Happy Returns》和凱文回到貝爾市。她的造型有相當改變，並決定使用本名玟琳(Gwendolyn)來自稱。小玟的頭髮變成小時候的短髮造型，穿著如同小時候有藍底和貓的襯衫，另外還戴上一副三角形鏡框的眼鏡。小玟會顯現自己的安諾星人型態和露瑪交手。在《蓋文星末日 下集》也有和凱文出現支援小班。在《幻空大鬧時空》則是獨自出現，表示這是因為五年前小班對她說這一天一定要到指定的地點來。
- 李凱文（Kevin Ethan Levin）

配音：Greg Cipes
凱文有複製物質包覆自身的能力，後來甚至能讓手變形成需要的武器。凱文的能力來自歐斯摩西人血統。
凱文小時候和小班是敵人，從《Ben 10 外星英雄》開始成為小班的搭擋。現在凱文在外地找到一份工作，要和小班分開。
凱文會在《Many Happy Returns》回到貝爾市。凱文要躲避泰卓曼人公主露瑪。在《蓋文星末日 下集》前往蓋文星支援小班，後來還收養被駭霸丟下的狗。
- 田馬克（Maxwell "Max" Tennyson）

配音：Paul Eiding
馬克在《Ben 10》時因為帶小班和小玟在全美旅行時遇到一連串事件而成為搭擋，從《Ben 10 外星英雄》開始逐漸退居幕後。現在馬克仍然待在水電工基地進行幕後工作，並且送戮克去和小班搭擋。

### 天工會
- 小班（Benjamin "Ben" Kirby Tennyson）

見主角團隊
- 戮克（Rook Blonko）

見主角團隊
- 小玟（Gwendolyn "Gwen" Tennyson）

見舊團隊成員
- 凱文（Kevin Ethan Levin）

見舊團隊成員
- 馬克（Maxwell "Max" Tennyson）

見舊團隊成員
- 崔巴（Driba）和布魯奇（Blukic）

兩個蓋文星人，也是負責坐鎮基地的水電工。在工作表現上有些漫不經心。

### Omnitrix科技相關
- 阿茲米斯（Azmuth）

配音：Jeff Glen Bennett（美國）；劉傑、于正昇（台灣）
蓋文星人發明家，Omnitrix的創造者。在Ben 10系列首次登場在《Ben 10：變身之謎》，為了Omnitrix自毀會造成大災難的事被找到。後來在《Ben 10 外星英雄》和《Ben 10 終極英雄》會在牽涉到Omnitrix相關事件或者影響到宇宙的危機時出現。他在《Ben 10 終極英雄》最後收走小班的Ultimatrix，並且給小班一支新的Omnitrix，也就是小班在《Ben 10 全面進化》所使用的Omnitrix。
在《Ben 10 全面進化》首度出現在〈螺旋之秘〉，時間在小班小時候。馬克要他修理Omnitrix。後來變形魔闖進他的實驗室，要他幫忙升級。
- 變形魔（Malware）

配音：柯瑞‧巴頓Corey Burton)
小班的敵人之一。是個蓋文星變形體，但是外表上搭配黑底的是紅色花紋而非一般常見的綠色。
在〈世事多變 上集〉開頭首度出現，和小時候的小班交手。在〈螺旋之秘〉重新顯示那一段場景，並揭露包括它意圖在內的來龍去脈。時間點是在〈世事多變 上集〉開頭之前，它闖進阿茲米斯在蓋文星的實驗室並要求阿茲米斯治好他。當時的它並非在《世事多變 上集》開頭時的黑底紅紋，而是黑底黃紋，而且當時的他由於天生基因的缺陷，讓它無法和其他蓋文星變形體一樣順利使用能力，所以阿茲米斯盡全力幫助變形魔修復基因缺陷，然而變形魔的狀況非常難處理，所以阿茲米斯花了很長一段時間才想到治癒變形魔的辦法，可是沒耐性的變形魔卻誤解阿茲米斯，以為阿茲米斯根本不想治好他，所以綁架阿貝多，還搶走了阿茲米斯為了治好他而製造的第二個螺旋。阿貝多試圖利用動過手腳的螺旋摧毀它，但是失敗了。不但修復了變形魔的基因缺陷，還讓它得到比其他蓋文星變形體更強的力量，變成了跟在《世事多變 上集》開頭時一樣的黑底紅紋。變形魔得到更為強大的力量後被變身鑽石戰神的小班阻止奪取Omnitrix並擊敗。
在〈蓋文星末日上集〉中，最後小班了解到變形魔是與蟹神經博士進行聯手，且發現變形魔入侵蓋文B星並吸收星球上所有蓋文變形體的力量。〈蓋文星末日上集〉中變形魔以最終型與小班進行戰鬥，且其變得非常巨大，連超巨人都被其吞噬。小班在變形魔的體內與11歲的自己進行對談且得到力量，omnitrix重新得到電導特星人電蜥的DNA。最後小班變身為電蜥，不但拯救了被吸收的蓋文變形體，更放出強大力量將變形魔風化，變形魔才算是真正被擊敗。
- 狩獵師駭霸（Khyber the Huntsman）

配音：大衛‧凱耶(David Kaye)
有藍綠色的臉和利齒，頸部有尖刺圍繞。身上穿恐龍骨頭，其中頭骨在左肩。他掌握「邪惡版本的Omnitrix」，稱為Nemetrix。他可以用來將他的寵物轉變成小班外星英雄的天敵。他自己的臉頰有可以讓風通過的裂隙，可因此發出聲音指揮他的獵犬。駭霸將小班視為專屬於他有挑戰性的獵物，從〈世事多變 上集〉他確認這一點。
在〈世事多變 上集〉初登場時破壞地表的建築物引來小班。小班面對他時戰況不佳，可是他主動撤退。小班後來進入一處地洞，他也出現在地洞外。在之後的集數，他經常出現獵殺小班。
在〈Trouble Helix〉潛入水電工基地下載螺旋的資料。
駭霸於〈Showdown: Part 1〉中棄養原本用來配戴Nemetrix的藍色雌性狗。之後則以判努辛獸來取代原寵的地位且也戴著Nemetrix。駭霸之後更與阿貝多合作攻擊小班，並綁架阿茲米斯為人質，利用儀器掠取阿茲米斯的智慧後將其拋棄。最後小玟利用天能操控鋼筋圍成牢狀將駭霸關在裡面。
- 阿貝多（Albedo）

配音：Yuri Lowenthal
阿貝多是蓋文星人，阿茲米斯的前助手，首度登場於《Ben 10 外星英雄》的《Good Copy, Bad Copy》。他因為擅自複製小班的Omnitrix造成自己受困在小班的地球人形體，想要奪取小班的Omnitrix讓自己得以恢復原狀。往後他也和魔賈斯合作過，並在《Ben 10 終極英雄》持續設法恢復自己的蓋文星人形體。
在《Ben 10 全面進化》首度出現在《Trouble Helix》，時間在小班小時候。當時他還是阿茲米斯的助手。變形魔要阿茲米斯幫忙升級，阿貝多對變形魔自稱阿茲米斯唯一的助手。他試圖利用動過手腳的Helix摧毀變形魔，但是失敗了。
在〈The Ultimate Heist〉中首次以地球人形態登場時，他已能用新做出來的Ultimatrix自由地恢復為蓋文星人形體，之後還能變成終極版外星人。
阿貝多除了使用終極外星人外，更利用Ultimatrix使自己能夠變成終極阿貝多，簡單來講就是小奇兵的終極型態，能漂浮於空中且可以使用電磁波攻擊。在〈For a Few Brains More〉一集多次變身為各種不同的終極外星人與小班對戰。
最後被小班變身的原能金剛擊敗。阿茲米斯在取回智慧後對阿貝多的變身裝置動過手腳，在其變回人類型態後更二度變回為11歲模樣。
- 神經蟹博士（Dr. Psychobos）

配音：艾瑞克‧鮑薩(Eric Bauza)
登場於《Of Predators and Prey: Part 1》。
跟小班的外星英雄「蟹甲智多星」同為蟹甲布洛克星人(Cerebrocrustacean)，不過本身算是突變種，長的和一般的蟹甲布洛克星人不太一樣，除了紫色的身體以外，左手也突變成較大的鉗子。被譽為是所有蟹甲布洛克星人之中最聰明的存在。本人的思想則是認為自己的種族才是全宇宙之中最聰明的物種，並具有相當程度的優越感，也因此神經蟹博士相當看不起其他物種，甚至認為自己是全宇宙中最具有智慧的人。變形魔將取得的資料給他，要他製作另一支Omnitrix(Nemetrix)。他另外連絡駭霸，要取得小班Omnitrix裡面的DNA，好讓Nemetrix能夠成為「完成品」。
知名口頭禪是：我這麼說算是客氣了。("...and I use the/that term loosely.")

### 商家
- 帕麻（Pakmar）

配音：Tara Strong
販賣馬桶的外星人，出現在《世事多變 上集》。體型小呈綠色，頭部有顆粒突起，眼睛在臉部兩側，穿著黑色與銀色的裝甲。他告訴小班許多營業的外星商人被勒索天晶玉當保護費，不從就遭到破壞。在《Of Predators and Prey: Part 1》出現時正在經營寵物與相關用品商店，小班找他調查會讓超能獸有反應的聲音頻率，不久他的商店因為小班與駭霸的衝突而被破壞。後來他的生意也常常在小班出現的時候遭到破壞，也因此害怕遇到小班。
- 包曼先生（Mr. Ignacius Baumann）

配音：Corey Burton
賣場老闆，身材發胖且有些禿頭(本人禿頭其實是因為十歲的班變超巨人時不小心踩爛他的車，一氣之下他自己撕掉頂部頭髮）。提供各式各樣罕見食材，可以見到不少外星人光顧。他也常常在遭遇小班後不久隨即承受財產的損失。
- 霍星星‧T‧布拉尼教授（Professor Blarney T. Hokestar）

配音：Charlie Adler
登場於《Have I Got A Deal For You》，戴著禮帽，有綠色皮膚和橙色毛髮。據路克所說是個巡迴的小販而且從來不正經。當小班和巨雷的戰鬥結束，他找上小班想要談生意。

### 未來時空
因為事情的發展有著多種的選擇，進而會發展出不同結果的時空。矛盾博士於《Ben 10 終極英雄》時曾經提及過其他各種不同結果的時空，像是當初拿到Omnitrix的人變成了小紋的時空，或者是在ben 10 外星英雄時，小班在並沒有引爆Omnitrix以及從阿貝多手中拿走Ultimatrix的情況下，成功擊退魔賈斯並拿回Omnitrix的時空，而這個結果也造就了在《Ben 10 終極英雄》裡的班10,000。
- 幻空 (Eon)

幻空在超時空聖戰的平行世界是克隆米亞星人(Chronian)，不過在正統世界他卻是來自另一個平行未來的超級反派版田小班，有操縱時間流逝與穿梭不同時空的能力。初次登場是在《Ben 10 超時空聖戰》。幻空一直在進行著一項計畫：啟動亞馬加頓魔盤(Hands of Armageddon)。藉由自己本身所擁有的時空之力，穿梭其他所有的平行時空，利用那一個時間點的小班的Omnitrix變身成年輕的自己來啟動魔盤(由於幻空每次穿梭時空時,自己本身會越來越老，導致自己已經無法啟動魔盤)，但每次的計畫都被矛盾博士直接阻止。
在本次ben 10 omniverse系列中，幻空由於被矛盾博士的干擾，導致他無法進入其他的平行時空來完成計畫，因此他決定在這一次的行動中，打算利用矛盾博士穿梭時空的一項機器「跳時空導航器（Chrono-navigator）」來逃離這個時空。作為眾多平行世界的小班之一，他也在And Then There Were None一度消失與在And Then There Was Ben中被修復。
- 矛盾博士(Professor Paradox)

時空旅行者，本身有穿梭不同時空或者讓周圍時間靜止的能力，又稱時行者（Time Walker）。總是穿著一件白袍並拿著一隻懷錶。在1950年代為軍方秘密研究時空裝置意外被吸入紀元時間軸，本身停止老化但意識持續運作，對他而言待了超過萬年。他穿梭時空和控制時間的能力就是這樣經長期演變而來，也能送別人到不同時空。Ben 10團隊和他在《Ben 10 外星英雄》認識。
在本次系列中，因為幻空的事情，以及未來即將發生的一場「時空大戰（The Time War）」，來到這個時空來警告小班並希望小班能防止幻空奪走跳時空導航器。
- 班哥 (Ben 10,000)

真正在未來20年後的小班，那時的他是用自製的Biomnitrix作戰。因為時空大戰的緣故，回到過去尋找20年前的自己並尋找矛盾博士並告知小班關於時空大戰的事情。後來他不時連同矛盾博士返回過去協助現在的小班，在天工會被入侵時托付肯尼去找過去的自己加入戰鬥。
- 時空黑白君/田肯尼(Chrono Spanner/Kenny Tennyson)

真正身份是小班和凱伊未來的獨子田肯尼（Kenny Tennyson），比起平行世界Ken 10的自己年紀大一點。由於未來的凱伊不准他用Omnitrix，所以肯尼就向矛盾博士借能夠穿越時空、飛天和戰鬥的戰衣。從此他就用時空黑白君的名義暗中協助過去的小班，以及為小班和凱伊牽紅線，甚至連在他年代的父母都不知情。直至時空大戰開始、天工會被入侵時身份才被識穿。
- 董悟博士（未來） （Dr. Aloysius Animo (Future)）

在 「董悟們很愛亂」一集中登場，本身為董悟的頭和大猩猩的身體，根據未來的董悟所說，過去的毀了董悟的本尊的身體，會到過去是為了搶奪「方舟計劃」。

### 第23象限(Dimension 23)
第23象限（Dimension 23）是個平行時空。小班因為霍星星教授所開的能夠穿梭各象限，在各個象限裡所開張的第23間雪泥大王而來到第23象限這個時空，也因此遇到了另一個時空的自己 Ben 23。
- Ben 23 (於第23象限這個時空)

在第23象限(Dimension 23)這個時空裡，較年輕的小班，年紀估計在11歲到16歲之間。和原本時空的小班差別在於，這個小班的衣著跟眼睛顏色以藍色為主（原本以綠色為主），連自己所變身的外星英雄本身也是以藍色為主。
在這個時空裡，馬克早已經死亡，在他死後小班才獲得Omnitrix，但是在沒有馬克的教導下，這個時空的小班還未建立起正確的道德觀(但可以知道本性不壞)。雖然藉由Omnitrix來擊退外星人變成地球知名的英雄，並靠著自己打擊外星人的直播電視秀及替自己所喜歡的捲餅大王（Mr. Gyro）打廣告而替自己賺進財富。但始終因為馬克的不在，認為所有的外星人都是邪惡，自己是正義英雄。也因此，這個小班在這個時空裡，被天工會所盯上，認為他將來會對其他無辜的外星人造成危害。不過在BEN10的介入下BEN23最後決定接受阿茲米斯的指導，藉此學會如何辨認外星人的好壞，因而成為真正的英雄。
- 阿茲米斯23 (Azmuth 23) (於第23象限這個時空)

如同原本的時空一樣，Omnitrix的製造者，但由於這個時空的小班將Omnitrix用在不正當的用途，阿茲米茲決定加入了天工會並向小班挑戰，想拿回Omnitrix好讓小班停止他繼續向錯誤的方向發展。在這個時空的阿茲米茲跟小班一樣，本身以藍色為主。在這個時空的阿茲米斯又被稱為睿智天人。
- 鑽金鋼 (Tetrax Shard) (於第23象限這個時空)

和原本的時空不太一樣，本身成了天工會的成員，來到地球來和小班為敵並想奪回Omnitrix。
- 七七怪 (SevenSeven) (於第23象限這個時空)

和原本的時空不太一樣，本身成了天工會的成員，來到地球來和小班為敵並想奪回Omnitrix。

### 賽瘋
- 賽瘋（Psyphon）

初登場於《Ben 10 外星英雄》，以魔賈斯手下的身份出現。
在《Ben 10 全面進化》於〈世事多變 下集〉初登場。小班和戮克調查對於貝爾市外星人商家的勒索案，一路追到地底並發現他是幕後主謀。他最後被擊敗並逮捕。
在〈Outbreak〉中由於Omnitrix故障所散發的輻射會導致生物改變形體，賽瘋遭照射後變成和火焰人同族的派羅奈星人，不但計畫逃獄更企圖傷害小班，但Omnitrix恢復後也被小班制伏。
於〈Special Delivery〉一集中得到強大力量，小班多數的外星英雄都不是其對手，最後敗於托比的恐懼攻擊。
雖然在劇中表現出想稱王的樣子，但實質上仍害怕魔賈斯，若見到魔賈斯則會裝出忠誠也不忘拍馬屁。
- 狂雞（Liam）

外形像雞，包括羽毛和尖嘴。他身上有四條肩帶，交叉處有個徽記連接。他可以從自己的手肘抽出刺。他容易心思不集中，甚至在戰鬥中被鳥食影響。在〈世事多變 上集〉在包曼先生的商場與小班和戮克衝突。〈世事多變 下集〉中被戮克抓住，被小班問幕後主謀的時候因為一部急駛的車廂造成他與小班和戮克分開。但是最後還是被逮捕。
- 泡泡盔蟲（Bubble Helmet）

配音：John DiMaggio
外形像毛蟲，身穿生命維持動力裝。他手持兩支桿子，可以揮舞和發射雷射。他也有一把雷射槍。當他戴著頭盔籠罩在適合他維生的氣體內時是藍色，否則會呈粉紅色。他在《The More Things Change, Part I》在包曼先生的商場與小班和戮克衝突，並在《The More Things Change, Part II》因為亟欲逃走造成追蹤的小班和戮克找到賽瘋的基地。最後被逮捕。
- 鐵拳惡女（Fistina）

阿克羅星人，臉部為粉紅色，還有黃色的眼睛。身穿橙黑相間的動力裝。她的裝甲提供一些耐久性和機動性，還讓她可以像爪鉤一樣發射她的拳頭, 頭部也能分開。在〈世事多變 上集〉在包曼先生的商場與小班和戮克衝突，並在〈世事多變 下集〉最後被逮捕。她是天工會監獄其中一個常客，也經常逃獄，然後再次被抓回。喜歡戮克，即使在〈No Honor Among Bros〉越獄參加非法拳賽，她仍然因戮克的緣故而自動投降。在〈Final Countdown〉由於協助戮克奪回基地控制權而被馬克賞識，最後加入天工會，還開玩笑說她的天工會制服令她可以當戮克的新娘子。

### 拳鬼
- 拳鬼（Fistrick）

配音：Eric Bauza
小班和戮克在《A Jolt From The Past》追蹤那個光，發現他的基地囚禁大量的那個光來發電。戮克用臨時做出的電波干擾器和小班一起擺脫囚禁，他駕駛第十二級外星金剛戰甲來作戰。最後因為用來當動力來源的那個光被分離而戰敗。在《Bros in Space》再度出現。
- 柯福（Corvo）

配音：Bumper Robinson
拳鬼的手下，有一頭蓋住右眼的頭髮。戮克在《A Jolt From The Past》發現他行蹤可疑，和小班一起追他。他車子裡囚禁的那個光因此被釋放出來。
- Hoodlum

配音：Paul Eiding
拳鬼的手下，有向前方伸展的白髮，登場於《A Jolt From The Past》。小班和戮克追蹤那個光到一棟建築物內，他穿著可以發射電與產生磁場的裝甲衣作戰，並以兩個那個光當動力來源。

### 可熱族
可熱族（Kraaho）是住在地底下的種族，屬於鎢元素生命體。他們在《Hot Stretch》出現，居住地比貝爾市外星人地下城更下方。他們習慣於相當炎熱的環境，出現在貝爾市的時候即使對地球人已經算炎熱的環境，他們也要穿大衣禦寒。他們還可以讓身體伸縮。他們企圖將地表改造成適合他們生活的環境，在伊絲達成為他們領袖以後服從伊絲達與地表人類和平相處的新路線。
- 伊絲達（Ester）

配音：Tara Platt（日本）；雷碧文(前期)（台灣）
出現在《Hot Stretch》的女性，有一半可熱族血統。當時對於一般可熱族過於寒冷的地表，對她而言只是感到涼爽。她也有和可熱族一樣使身體伸縮的能力。小班和戮克一開始為了她偷竊核融引擎而追她，但是仍然被她逃脫。小班和戮克被成群可熱族包圍時，伊絲達動手救了小班和戮克。伊絲達有一些奇那族人朋友，她拉著小班和他們一起玩。在得知可熱族要核融引擎的原因以後，她被小班說服一起阻止可熱族。經過一番戰鬥以後，可熱族的意圖被阻止，她也成為可熱族的新領袖，宣佈要成為友善的鄰居。戮克對小班表示她喜歡小班，而小班遇到她的朋友們稱小班為「伊絲達的男朋友」。最後她在Most Delicious Show結束後決定退出這個單戀關係，並與已與桑妮分手的安東尼奧相戀。
- 西比克（Seebik）

配音：Corey Burton
出現在《Hot Stretch》的可熱族人，原本的可熱族領袖。他帶領一批可熱族人出現，目的在利用伊絲達偷到的核融引擎啟動機器把地表改造成適合可熱族居住的環境。當伊絲達和小班與戮克來阻止時指責伊絲達的主張違背可熱族之道。敗給伊絲達以後承認伊絲達為新領袖，並表示遵守伊絲達的新路線。
- 拉克諾（Lackno）

配音：Eric Bauza
出現在《Hot Stretch》的可熱族人，跟在西比克身邊。他對西比克表示他們當時所在地太過寒冷，希望快點回家。

### 泰卓曼人
泰卓曼人是擁有四隻手、力氣大且好鬥的種族，也是四手霸王的基因來源。他們擅長打造優質的引擎，但是一般不交給外人。根據《Many Happy Returns》劇情所述，泰卓曼女性的搏鬥能力比男性還要強，而且在婚禮上也有打鬥習俗；除了婚禮的當事人會打鬥，家屬之間也會互鬥來慶祝。劇情顯示如果一名男性在這裡打敗新娘，會因此成為未婚夫。
- 露瑪公主（Princess Looma）

登場於《Many Happy Returns》，泰卓曼人的公主。過去凱文為了交換泰卓曼人打造的引擎，與露瑪訂下婚約做為交換。為了要凱文履行承諾，露瑪親自追到地球找凱文。最後在結婚禮堂與前來阻止婚禮進行的小班交手，在小班幾次變身後敗給變身四手霸王的小班。不知道泰卓曼人習俗的小班就這樣取代凱文成為露瑪新的未婚夫。
- 賈亞大王（Gar Red Wind）

登場於《Many Happy Returns》，露瑪公主的父親。凱文訂定與露瑪的婚約時，他也在場。後來露瑪到地球追凱文，他也趕到。他用艦隊威脅，要求交出凱文否則摧毀地球。雖然最後做不成親家，他仍然原諒了凱文，在《OTTO Motives》為了報答救命之恩，更送給凱文用天晶玉做的新車。

### 惡咒星帝國
- 米勒斯天皇（Emperor Milleous）

惡咒星帝國(Incursean)的統治者，外形像一隻有人形的蟾蜍。在《Ben 10 外星英雄》初登場，因為愛蒂亞公主被綁架而想要摧毀地球為報復。在《Ben 10 終極英雄》曾經和西米恩交易。
在《Ben 10 全面進化》出現於《So Long, And Thanks For All The Smoothies》，和阿吉約好要買灰飛煙滅器，實際上卻帶手下去搶奪，陷入一場爭奪。
在《The Frogs Of War, Part I》率領大軍攻打地球。
- 愛蒂亞公主

首度出現在《Ben 10 外星英雄》。當時她被七七怪綁架，但是反過來收買七七怪進行政變。被鎮壓以後，米勒斯天皇下令將她關起來。
在《Ben 10 全面進化》登場的時候按照米勒斯天皇的指示為惡咒星帝國的征服進行準備。在《The Frogs Of War, Part I》同樣率領部隊攻打地球，在《The Frogs Of War, Part II》米勒斯天皇被逮捕後成為新的惡咒星帝國統治者，對小班變的牛蛙有好感。
- 拉夫

米勒斯天皇的手下，首度出現在《Ben 10 外星英雄》。在《Ben 10 全面進化》首度登場於《Rad》。

### 永恆武士
- 永恆武士（Forever Knights）是一個以收集外星科技品為手段並以掃除外星人為目標的組織，已經有千年的歷史，由第一武士老喬治創立。首度登場於《Ben 10》的《Small Problem》。在《Ben 10 終極英雄》與大剛的決戰以後，永恆武士的實力大幅衰退。在《Ben 10 全面進化》首度登場於《Return to Forever》。
- 喬瑟夫查威克（Joseph Chadwick）

首度登場於《Ben 10 外星英雄》的《Pet Project》，是永恆武士的科學家，改造船當成武器。在《Ben 10 全面進化》首度登場於《Return to Forever》，已經是個派系領袖。
摩頓爵士（Sir Morton）
首度登場於《Ben 10 外星英雄》的《Pet Project》，捕捉船讓喬瑟夫查威克改造。在《Ben 10 全面進化》首度登場於《Return to Forever》。
Forever Ninja
Twin Knights

### 其他
- 桑波索（Zombozo）

配音：John DiMaggio
小班從小的敵人。在《Ben 10》時以馬戲團小丑身份登場，曾經抽走眾人的快樂並洗劫財物。小班當時害怕小丑不受吸取快樂的影響，最後克服害怕並變身鬼影擊敗他。在《Ben 10 終極英雄》由於小班身份曝光，召集邪咒魔女和魔卡納對付小班的家人。後來甚至綁架小班的母親珊卓（Sandra）以設局，最後被變身安諾星人型態的小玟打敗並被警告永遠不得找他們的家人下手。
在《Ben 10 全面進化》的《The More Things Change, Part I》登場時拿著裝一枚大腦的罐子被小班、小玟和凱文追捕，最後被綁起來。
后来在《Something Zombozo This Way Comes》再次登场，并把很多的人变成小丑僵尸，用以吓唬小班来得到他的恐惧，令自己得以行动。不过由于他将馬克也变为小丑僵尸，使小班过度恐慌而变成了托比，后而敗於其的恐懼攻擊。
- 那個光（Megawhatt）

配音：Eric Bauza
那個光是諾斯迪恩星人(Nosedeenian)。體型小長的像顆電池，可以產生大量的電力以及化為電在電線中移動。在《Ben 10》首度出現在幻光樂園。
在《Ben 10 全面進化》的《A Jolt From The Past》提到小班在小時候曾經追蹤那個光到雪泥店，並且變身電蜥。青少年小班和戮克巡邏遇到那個光，後來知道那個光是要他們幫忙拯救被囚禁的同伴。事件結束後，那個光被送去為上城發電。在《Max's Monster》一集中，協助小班攻擊菲爾。
- 維德兄弟（Vreedle Brothers）

奧圖剛（Octagon）和波伊（Rhomboid）兄弟，在Ben 10系列以傭兵和寶物獵人的身分活動。據他們所說是複製體，所以前後出現可能不一樣。在《Ben 10 外星英雄》初登場時受到貝索的委託取回「船」。在之後的集數也曾經和小班等人衝突。在《Ben 10 終極英雄》被維德老爹送到水電工學院成為水電工的一員，因為阿吉動手腳讓他們及格。後來受到維德大媽指揮，在被小玟提醒他們的身份並看到維德大媽如何對他們以後反過來逮捕維德大媽。
維德兄弟在《Ben 10 全面進化》的《So Long, And Thanks For All The Smoothies》初登場時已經是逃犯身份。據他們自己所說，因為製造了爆炸摧毀整個水電工學院而被追捕，因為無法抗拒製造爆炸的吸引力。當他們知道阿吉有灰飛煙滅器以後試圖奪取，陷入一場多方爭奪戰。後來甚至啟動灰飛煙滅器闖下大禍。
- 阿吉（Argit）

配音：Alexander Polinsky（美國）；劉傑（台灣）
在《Ben 10 外星英雄》首度登場，外形如會像人一樣行動的老鼠和刺蝟集合體。是個惡名昭彰的小偷兼無賴，也是凱文以前的交易對象。
在《Ben 10 全面進化》出現於《So Long, And Thanks For All The Smoothies》，要拿灰飛煙滅器和米勒斯天皇交易。後來陷入爭奪戰，因為灰飛煙滅器闖大禍。
- 董悟博士（Dr. Aloysius Animo）

配音：Dwight Schultz（美國）；李香生（台灣）
從《Ben 10》開始登場的敵人，擅長動物的基因改造科技與控制動物，經常用頭上的頭盔或頭箍進行控制。在《Ben 10》時的皮膚看起來是綠色，在《Ben 10 外星英雄》和《Ben 10 終極英雄》則呈現一般的皮膚色。在《Ben 10 全面進化》的造型耳朵變尖，皮膚又是綠色，可以透過透明罩看到腦部。他在《Ben 10》、《Ben 10 外星英雄》和《Ben 10 終極英雄》都想要透過創造大量變種動物或控制已有的動物以達到征服世界的目標，包括試圖用某些裝置讓地球人異變。
在《Ben 10 全面進化》的《It Was Them》又逃獄，並且試圖讓變種巨蟻佔領地球。小班和戮克到關他的牢房看到大量的混合動物布偶。在他最後計畫失敗被抓回去以後，他在牢房縫布偶並表示要報仇。
- 巨雷（Sunder）

配音：David Kaye
獎金獵人，首度登場於《Ben 10 外星英雄》。身體粗壯呈灰色，有白色長髮。在《Ben 10 全面進化》的《Have I Got A Deal For You》出現時加上頭套。手持巨斧當武器，還會用小型飛行器協助作戰。在《Ben 10 終極英雄》也在戰鬥中使用過其它小型道具。在《Ben 10 外星英雄》和《Ben 10 終極英雄》和小班分別為了Omnitrix和Unitrix而爭鬥。
在《Ben 10 全面進化》登場於《Have I Got A Deal For You》。一開始在地下城和變身閃電雪怪的小班戰鬥，還要不少外星人圍觀吆喝。在承受小班電擊後撤離。
- 可可奇

出現在《Have I Got A Deal For You》。一開始被關在一個透明容器內，看起來體型小且無害。霍星星從它抽取體液當靈藥來賣。可是這個生物接觸到氮氣會變大且性情兇暴，派斯將它放出來引起一場騷動。
- 卓比象人（Trumbipulor）

頭部如象頭的人形生物。可以發出如大象的鳴聲，也可以跺腳讓地面動搖。
在《Ben 10 終極英雄》出現過，一開始因為走私科技品被小班等人逮捕。後來逃獄被小班等人追捕，卻因為阿吉突然出現而逃脫。
在《Ben 10 全面進化》的《Blukic And Driba Go To Mr. Smoothy's》出現。小班和戮克正在與他作戰，而他宣稱到地球是為了找終極神力。
- 茱莉（Julie）

在《Ben 10 外星英雄》登場，並且隨劇情成為小班的女朋友。以蓋文星變形體「船」為寵物，曾經為它和小班有衝突。在《Ben 10 終極英雄》因為小班成名後出現的問題而造成和小班的關係受到考驗，後來在兩人的協調下仍然在一起，並在最後小班面對魔賈斯的勸說時出現。
在《Ben 10 全面進化》首度登場於《Rules of Engagement》。她已經和小班分手而交了新男友哈維，後來和「船」一起讓小班從露瑪公主的婚約解放，並和小班約定雙方仍然是朋友。
- 凱伊格林（Kai Green）

早在《Ben 10》第三十一集登場，是一個善於跳舞的原住民女孩，她是小班的初戀，可惜那時的她只喜歡小班所變的「人狼」。六年後她與祖父一樣成為考古學家，在倫敦重逢小班，二人就在劇情發展由鬥氣冤家，慢慢演變成打情罵俏的曖昧關係。後來更在《The Most Dangerous Game Show》的戀愛遊戲節目鬧劇後意外吻到小班，就互相默認自己愛上對方了。
在20年後的未來，凱伊真是正如時空黑白君所說嫁給班10,000，而她那時用的武器就是永恆武士在倫敦搶奪失敗的石中劍，其威力足以輕易鋸開厚鐵。
- 六六怪（SixSix）

全身包覆裝甲，以槍械戰鬥。首度登場於《Ben 10》時是受魔賈斯的傭兵，試圖搶奪小班的Omnitrix。在《Ben 10 外星英雄》和《Ben 10 終極英雄》沒有出現。在《Ben 10 全面進化》的《Vilgax Must Croak》中受愛蒂亞指揮。
- 七七怪（SevenSeven）

六六怪的兄弟，被認為比六六怪還危險。全身包覆裝甲，以槍械戰鬥。首度登場於《Ben 10 外星英雄》，綁架惡咒星帝國的愛蒂亞公主勒贖。在《Ben 10 終極英雄》曾經在小班身份曝光後去攻擊珊卓，被馬克擊退。其後也與小班等人再發生過衝突。在《Ben 10 全面進化》的《Vilgax Must Croak》中受愛蒂亞指揮。
- 八八怪（EightEight）

六六怪和七七怪的姐妹，於《Ben 10 全面進化》登場的新敵人。在《Vilgax Must Croak》中和七七、六六一起受愛蒂亞指揮。

### 維瓦那
- 戮克布朗可 (Rook Blonko)

見主角團隊
- 戮爹 (Rook Da)

戮克的爸爸。
在 「戮克返鄉記」一集中首次登場。
- 戮布布拉 (Rook Bralla)

戮克的媽媽。
在 「戮克返鄉記」一集中首次登場。
- 戮莎 (Rook Shar)

戮克的大妹。
在 「戮克返鄉記」一集中首次登場。
在 「搶救維瓦那」一集中，被推舉成為水電工。
在 「食古不化」一集中，正式成為水電工。
- 戮茜 (Rook Shim)

戮克的二妹。
在 「戮克返鄉記」一集中首次登場。
- 戮欣 (Rook Shi)

戮克的小妹，沒有配音。
在 「戮克返鄉記」一集中首次登場。
- 戮班（小小） (Rook Ben (Young One))

戮克的小弟，對小班極度瘋狂(僅次與吉米瓊斯)。
在 「戮克返鄉記」一集中首次登場。
在 「搶救維瓦那」一集中，學會開太空船。
在 「食古不化」一集中，完成比恩沙可成年禮，正式改名為 「戮班」。
- 戮克君度(Rook Kundo)

戮克的維瓦那拳師父，在 「食古不化」一集中首次登場，極度反對戮莎加入天工會，被戮克打敗後，接觸有毒化學溶液而死亡，被 「某人」救活。
在 「 The Final countdown」再次登場。

### 亞努川西爾
- 川西爾王(lord Transyl)

在 「吸血鬼大反擊」一集中登場。
配音:David Kaye
種族:弗拉達人(Vladat)
川西爾王是"弗拉達星人"(Vladat。類似吸血鬼且以吸取其他生物的生命能量維生的外星種族,害怕陽光,已滅絕)。原本已經死亡但被"濟斯卡"透過"魔天符"的魔力復活。個性殘暴,能透過將一種名為"克拉土拉蟲"(Corruptura)的寄生蟲吸附在獵物身上從而控制獵物的"身體"(精神則不會被掌控)。一開始打算吸取維多博士和卡夫魯的生命能量,但後來被濟斯卡阻止。後和濟斯卡合作打算透過自己的基因"複製"出一支弗拉達人大軍從而征服其他星系。但因為維多博士陣前倒戈最終濟斯卡再次被小班的外星英雄"原能金剛"(或譯亞多米)的強光消滅,而川西爾王也因為不耐強光被擊敗。而當小班等人離開亞努川西爾時,身在銀河中的維多博士則將一具裝著川西爾王的棺材緩緩地推向一顆散發著強光的星體當中。並透過強光確保川西爾王不會再次脫逃。
- 濟斯卡(鬼影)(Zs'Skayr)

配音:Steve Blum
種族:伊克透瑞星人(Ectonurite)
首度登場於《Ben 10》當中,作為維多博士,木乃伊,和狼人獸的主人,曾打算控制小班身體和令整個地球陷入黑暗但最終失敗。後又於《Ben 10 外星英雄》登場,原本被囚禁在某處太空監獄中後被魔賈斯放出,作為交換條件告知了魔賈斯"Omnitrix的秘密"(即普莱摩斯)但隨後又侵略了魔賈斯的家鄉星球。於「大鬧大學城」片尾中首次登場於全面進化系列,後於「怪物來了」一集中正式登場。當濟斯卡被小班扔進雷吉多蒙之後就一心想逃離那裏，直到黑暗星(麥克晨星)開通往雷吉多蒙的通道時"順勢"的逃出了雷吉多蒙。離開前偷走了邪咒魔女的"魔天符"。當濟斯卡逃出雷吉多蒙後偷偷溜進了天工會總部並發現先前被控制意識且身體被冷卻岩漿固定的"維多博士",後來濟斯卡摧毀沙里安王的意識使維多博士再次控制自己的身體,而濟斯卡則擅自改變了可愛鴨鴨號的飛行航線(因為其目的地離亞努星系最近),和剛好也在那艘船上的小班等人一起前往了亞努川西爾星。而在抵達後濟斯卡的僕人"克魯喬"(一個羅波獸人)則前來接應。而在「Charmed, I'm Sure」一集中,將已經被吸盡魔力的魔天符很乾脆的還給了前來討要的邪咒魔女(因為認為它已經沒有魔力,但實則不然)。後於「吸血鬼大反擊」中透過魔天符的魔力復活了"川西爾王"且打算透過其種族控制其他物種的能力征服其他星系。但因為維多博士陣前倒戈最終濟斯卡再次被小班的外星英雄"原能金剛"(或譯亞多米)的強光消滅,而他的計畫也因此而再次被小班所破壞。後又於「From Hedorium to Eternity」中登場,不過那是在小班還只有10歲時發生的事,因此算是一種回顧。另外,濟斯卡的名字"Zs'Skayr"是一直到「怪物來了」一集中才由其自己說出來的。因此在過去小班還不知其名的情形下小班多是用濟斯卡還是自己的十個外星英雄時所訂的名字來稱呼之,也就是"鬼影"(Ghostfreaked),不過對於這個稱呼濟斯卡的回應是:我絕對不會回應你的!。另外根據戮克的回應顯示，天公會總部中關於濟斯卡的檔案資料其實是包含他的本名的(但小班從沒看過)。
- 維多博士(Dr. Viktor)

配音:Michael Dorn
種族:川西爾星人(Transylian)
首度登場於《Ben 10》當中,和木乃伊,狼人獸等,作為濟斯卡的僕人存在,後連同木乃伊一起被自己製造出的空間通道所吸入。於《Ben 10 終極英雄》中再次登場,但意識被沙里安王所控制。直到「怪物來了」一集中,由於回歸的濟斯卡摧毀了沙里安王的意識才使得維多的"主意識"重新控制自己的身體。曾於「吸血鬼大反擊」被小班擷取川西爾王基因變成的"轟血鬼"所控制,但當小班問起濟斯卡的目的時其和克魯喬都只舉起了一隻手,然而當卡夫魯舉起了雙手和其身上的繃帶時雖然他後來只說了一句"可恨的地球人",但維多博士和克魯喬仍舊對他的舉止非常"震驚"。維多博士一直都是濟斯卡最為忠心的僕人之一,一直到他背叛川西爾王的那一刻時他依舊效忠著濟斯卡,只是不肯聽從川西爾王的命令而已。直到川西爾王和濟斯卡都被擊敗之後,維多博士才將川西爾王裝進一具棺材緩緩地推向一顆散發著強光的星體當中。透過強光,以確保川西爾王不會再次脫逃。表面上雖然表現得十分暴力,但其實內心還是很在乎自己的族人。
- 克魯喬(Crüjo)

配音:Bumper Robinson
種族:羅波獸人(Loboan)
特徵:身上穿有一件黑色上衣,白色帽子,一件短褲以及一條刻有大大"C"字(可能是Crüjo的縮寫)的項鍊。
登場於「怪物來了」一集中,是一名體格十分壯碩的羅波獸人,對濟斯卡十分忠誠,即使自己被敵人打倒在地仍不忘要去保護受到攻擊的濟斯卡。曾於「吸血鬼大反擊」被小班擷取川西爾王基因變成的"轟血鬼"所控制,但當小班問起濟斯卡的目的時其和維多博士都只舉起了一隻手,然而當卡夫魯舉起了雙手和其身上的繃帶時雖然他後來只說了一句"可恨的地球人",但克魯喬和維多博士仍舊對他的舉止非常"震驚"。
- 卡夫魯(Kuphulu)

配音:Jeffrey Combs
種族:賽弗洛星人(Thep Khufan)
登場於「怪物來了」一集中,據"史高"(一個羅波獸人,當地唯一的水電工)所述卡夫魯是當地極少數的罪犯之一,一個累犯,但威脅性不是很大。後抓了除小班及史高外所有水電工,但後來被小班變身的"炸蚱蜢"所擊敗。直到「吸血鬼大反擊」中作為濟斯卡的手下之一登場。另外其曾經於「吸血鬼大反擊」被小班擷取川西爾王基因變成的"轟血鬼"所控制,但當小班問起濟斯卡的目的時,克魯喬和維多博士都只舉起了一隻手,而卡夫魯卻舉起了雙手和其身上的繃帶,雖然他後來只說了一句"可恨的地球人"但克魯喬和維多博士仍舊對他的舉止非常"震驚"。
- 史高(Scout)

配音:Carlos Alazraqui
種族:羅波獸人(Loboan)
登場於「怪物來了」一集中,是亞努川西爾星上唯一的水電工。曾經聽說過關於田小班的報導,因此在就讀完水電工學院後認為自己有義務要幫助自己的家鄉,後來他便毅然決然的選擇了留在亞努川西爾。後於「吸血鬼大反擊」中被川西爾王的克拉土拉蟲所控制,直到小班變身為原能金剛擊敗了川西爾王和濟斯卡後才恢復正常。
- 雙胞胎(Ectonurite Twins)

配音:Steve Blum
種族:伊克透瑞星人(Ectonurite)
登場於「Charmed, I'm Sure」一集。在"濟斯卡之堡"當中出現的一對伊克透瑞星人女雙胞胎。出場時間很短,因此片中並沒有說明她們的來歷。但據《Ben 10 全面進化》的藝術總監Derrick J. Wyatt所述,這對雙胞胎是濟斯卡的"姪女"。
- 維多莉亞(Viktoria)

配音:Kari Wahlgren
種族:川西爾星人(Transylian)
一名女性的川西爾人,曾因小班的臉上長滿痘痘變得醜陋而對小班迷戀不已(因為他們的審美觀不同)但當小班恢復正常後,又覺得自己當初的想法實在大錯特錯。

## 可變身的外星生物

### 來自小班Omnitrix的外星生物
- 北極星（Lodestar）

基因來源：比奥索沃星人（Biosovortian）
頭部懸浮在雙肩之間，手像鉗子。身體的色調為黑色配黃色，Omnitrix標誌在胸口。可以操作磁力移動金屬。若頭部遭到移動則身體也會跟著移動且毫無抵抗力。
首度登場於《Ben 10 外星英雄》的《Simple》。
在《Ben 10 全面進化》是在《世事多變 上集》青少年的小班和小玟與凱文追捕贊柏洛的時候首度登場。
- 蜘蛛魔猴（Spidermonkey）

基因來源：阿拉卡那星人（Arachnichimp）
身體的主色調為藍色，有兩對手臂和一條尾巴。現在Omnitrix標誌是出現在兩條帶子在胸口的交叉處，兩對眼睛變成三對，尾巴末端的斑紋從淺藍與深藍相間變成淺藍與白色相間，頭部兩側毛髮有豎起。蜘蛛魔猴有相當優越的跳躍能力，還可以發射具備高黏性與強韌的網子
從《Ben 10 外星英雄》開始登場。在《Ben 10 終極英雄》出現終極版。
在《Ben 10 全面進化》的《世事多變 上集》青少年的小班受到駭霸寵物的攻擊，原本小班要變身神力暴龍卻變成蜘蛛魔猴而讓此種外星英雄在《Ben 10 全面進化》首度登場。
在23象限的小班（Ben23）稱蜘蛛魔猴為猴子先生。
- 轟天雷（Cannonbolt）

基因來源：佩拉洛塔人（Arburian Pelarota）
身軀龐大笨重，外形如一顆球。腹部為白色，背負則為白色底加上黃色斑塊。可以把身體捲成球高速滾動並撞擊敵人。
從《Ben 10》開始登場。在《Ben 10 終極英雄》出現終極版。
在《Ben 10 全面進化》的《世事多變 上集》青少年的小班在包曼先生的賣場想要變成外星人待在那裡調查，變成轟天雷而讓此種外星英雄在《Ben 10 全面進化》首度登場。當時轟天雷的體型造成相當的不便。
在23象限的小班（Ben23）稱轟天雷為滾滾哥。
- 積木猩（Bloxx）

基因來源：賽格曼塔沙平人（Segmentasapien）
外形像積木堆成的猩猩，有紅、藍和黃三種主色再加上黑線。有讓自己變形的能力，包括讓手變成網子還有讓身體變成牢籠以及弩砲。如果因為遭到攻擊而受損，可以快速自行拼湊。
首度登場於《Ben 10 全面進化》的《世事多變 上集》。青少年的小班在包曼的賣場和勒索者交手時首度變身此種外星英雄。
在23象限的小班（Ben23）稱積木猩為樂高猿。
- 核鋼君（NRG）

基因來源：普里皮亞特B星人（Prypiatosian-B）
小班在《Ben 10 終極英雄》掃瞄潘剁得到的外星英雄。
外表包覆裝甲，可以發射高熱的強大能量波，還能藉由破壞裝甲來讓裝甲內的本體進行攻擊，本體是高溫高輻射的生物，不但能以強烈熱輻射作為攻擊，也可以吃下別的輻射體。在《熱翻天》首度使用本體的能力。
- 水霸天（WaterHazard）

基因來源：（Orishan）
小班在《Ben 10 終極英雄》掃瞄雙貝人得到的外星英雄。身體有甲殼覆蓋，可噴射水柱，爪子也具有远距离的攻击性。
在《Ben 10 全面進化》的《世事多變 下集》小班原本要變身神力暴龍，卻意外變出水霸天而讓水霸天在《Ben 10 全面進化》首度登場。
- 旋風神龜（Terraspin）

基因來源： 阿爾達布拉星人 （Geochelone Aerio）
小班掃瞄加拉巴哲龜以後得到的外星英雄，可以縮進殼內伸出海龜鰭在空中高速旋轉，並製造強風。旋風神龜可以吹走物體，也可以將物體吸引至自身前面。
- 犰狳金剛（Armodrillo）

基因來源：塔爾佩丹人（Talpaedan）
小班掃描烈鋼人以後得到的外星英雄。有長形的臉，外形如黄色機甲。可以用雙臂在高速震動下制造地震。手部也可變成鑽頭形狀高速旋轉並攻擊。
- 閃電雪怪（Shocksquatch）

基因來源：吉姆林諾皮特卡斯人（Gimlinopithecus）
外形像猩猩，頭部、四肢前端和腰部附近主要為咖啡色，上半身、四肢後端和額頭的冠為黃色。全身都能釋放出強烈電流。
在《Ben 10 全面進化》首度登場於《世事多變 下集》。
在23象限的小班（Ben23）稱閃電雪怪為电電大雪人。
- 火焰人（Heatblast）

基因來源：派羅奈星人（Pyronite）
全身看起來以熔岩構成，可以噴射火焰，也可以用一塊石頭協助以飛行。小班在《Ben 10 全面進化》的《美好的回憶》想要變身寒冰幽靈，但是被變成火焰人而讓火焰人首度登場於《Ben 10 全面進化》。
在23象限的小班（Ben23）稱火焰人為火燒人。
- 時鐘王（Clockwork）

基因來源：克朗諾沙平星人（Chronosapien）
體型巨大，胸口和全身呈黃色機械電路和齒輪狀，擁有操控時間流向的能力。小班在《Ben 10 全面進化》的《美好的回憶》想要變身快閃之星追蹤那個光，但是被變成時鐘王而讓時鐘王首度登場於《Ben 10 全面進化》。時鐘王亦可使時間變慢，以輕鬆制敵。外人眼中會認為其速度增快，其實是他們的動作遭到時空變化影響而變得緩慢。時鐘王也具備播放器的能力，可以播放出一地先前所發生的事情。另外時鐘王所發射的光束會造成對方瞬間風化。
在23象限的小班（Ben23）稱時鐘王為滴答大爺。
- 重力蟹霸（Gravattack）

基因來源：蓋力蟹星人（Galilean）
外形看起來像是由石頭組成的生物，身體大部分為橘紅色，腳趾頭和手臂內側為灰色。看起來強壯的手臂外側有隆起，Omnitrix標誌在前額。可以操作重力，讓目標變輕或變重，也可以讓目標以軌道環繞自身。他也可以蜷縮自己進入小行星帶，進行軌道移動。
小班在《Ben 10 全面進化》的《美好的回憶》一集中登場。
他想要變身四手霸王，卻變成了重力蟹霸，同時也讓他第一次見到這個外星英雄。
重力蟹霸腹部的核心雷同人類的心臟，若攻擊核心會造成其不適，並且会令其爆炸。據田馬克在《跳蚤危機》中的說法，蓋力蟹星人具有极高的智商和耐心。
在23象限的小班（Ben23）稱重力蟹霸為大頭蟹。
- 水晶奇俠（Chromastone）

基因來源：克里斯塔沙平人（Crystalsapien）
本來就是活水晶的水晶奇侠能吸收並且重導能量，把能量變成雷射光；是佩卓沙平星人和水晶石的守護神，在《Ben10 外星英雄》的《Vengeance of Vilgax》逃出Omnitrix後被小班捕回。與魔賈斯的戰鬥被擊碎，但是接著變身成鑽石戰神擊敗魔賈斯。在《The Secret of Chromastone》首度展現飛行能力，並協助佩卓沙平星人復活。在《Ben 10 终極英雄》的《Absolute Power Part 1》出現，小班和小玟為了凯文的事起衝突。在第二季《The Creature From Beyond》被小班用來在空中飛行尋找路庫布拉的同時和小玟通訊。
- 通靈天人（AmpFibian）

基因來源：安培人（Amperi）
外型像水母，擁有四條手臂，手臂可無限延伸，將電傳導到對方身上，可吸收電能。可飛行亦可潛水，也能將意識轉移至對方身上。
- 沼澤火（Swampfire）

基因來源：曼瑟羅仙人（Methanosian）
沼澤火有著濃厚的臭味，手中能夠噴射出熊熊烈火，同時他能夠拋出種子以控制植物替他戰鬥。擁有極強大的生命力，身體被槍枝射擊或遭遇刀刃砍擊，其缺失部位都能夠馬上再生。但若是變身前某部位已成重傷或已經骨折，變身後其部位不會恢復，看起來像是腐爛的植物。在《Charmed, I'm Sure》中變成開花，臉部黃色及紅色比例增加，身材變得更魁武，能力也增強許多。
- 超能獸（Wildmutt）

基因來源：瓦平曼瑟星獸（Vulpimancer）
外型酷似動物，不會說话，超能獸是像狗的外星人，擁有異於尋常的運動力和跳躍力，以及強化的嗅覺，聽覺和味覺还有觸覺。他也可以從背上發射鋼毛（成年时鋼毛會掉落），是一種投射型的武器。感冒時會變得沒有方向感，因为會影響嗅覺。
在23象限的小班（Ben23）稱超能兽为狗不理。
- 靈精怪（Jury Rigg）

基因來源：普蘭恰庫勒人（Planchaküle）
外型酷似小精靈，可以快速的拆解、組裝機器。具有頑皮性格的靈精怪，甚至能夠利用散落零件為自己打造想要的配備。
- 小奇兵（Grey Matter）

基因來源：蓋文星人（Galvan）
智力超高的物種，他的小聰明替小班佔了不少便宜。值得一提，Omnitrix發明者-阿茲米斯也是蓋文星人。當小班變成小奇兵的時候，因為思考能力提升，就算小班原本不懂機械學，看見機械時依然能夠快速掌握其構造。
在23象限的小班（Ben23）稱小奇兵為智慧蛙
- 極微人（Nanomech）

基因來源：½人類 ½外星晶片（½ Human ½ Microchip）
體型细小，可潛入人體或機械，必要時可以發射光束攻擊。除了滲透的目的，變身極微人有助於精準攻擊微小目標。當初在《Ben 10 外星風暴》得到這種外星人樣本後，小班為了消滅蜂后首度變身極微人。
在《Ben 10 终极英雄》是在《Video Games》首度变身极微人。小班在展示各种外星英雄提供拍摄的时候曾变身极微人，但是体型太小。后来小班为了阻止失控的机器人“跟踪狂”变身极微人，再由凯文用吸管将他吹过去。
在23象限的小班（Ben23）稱極微人為一咪咪。
- 鑽石戰神（DiamondHead）

基因來源：佩卓沙平星人（Petrosapien）
與其說是全身由鑽石組成，不如說是一個活生生的鑽石，由身上各處伸出鑽石，接觸到地板時也可以讓鑽石由地板竄出。身上的鑽石具高反射性與高承受性，身體由高速生長性的堅硬礦物组成。弱點是震波類攻擊，被震波攻擊身體會裂開，凯文變過鑽石战神但防禦力不強。
- 小波波（Echo Echo）

基因來源：索諾羅西星人 （Sonorosian）
小波波是硅基生物。體型小呈現白色。小波波的攻擊方式是張開嘴巴釋放強力聲波，這項能力可以搭配產生的分身使用。小波波的聲波攻擊也可以透過手機進行傳播動作。小班在《Duped》對分身有另外的使用方法，讓自己可以出現在不同的地方。在《Absolute Power Part 1》顯示如果還有一個分身存在，可以在其他分身被摧毀的情况下存活。
- 暴虎（Rath）

基因來源：狂暴星人（Appoplexian）
脾氣暴躁的暴虎，經常口出惡言、凡事都想用武力解决(因為狂暴星人都是這樣的)，因而惹上不少麻煩。手上長著利爪，在戰鬥时可以自由伸缩。稱呼凱文為“凱文大笨瓜”。小班第一次變成暴虎的時候，Omnitrix受到干擾，無法變回来。暴虎的跳躍能力也很強。小班使用暴虎作戰的時候會不斷對敵人出口叫囂，而且会一直用暴虎作為自稱。據在《跳蚤危機》中，蠻力士的說法，狂暴星人是會穿衣服的，所以暴虎一天到晚到處跑，都是光溜溜的，暴虎會光溜溜的是因為Omnitrix的系統程序發生錯誤導致的，後來外星人QQ修復了這項錯誤才讓暴虎得以穿上衣服。貌似能聽懂露奧達星人(中譯為禮文星人)的宝宝話，比如《Ben10:外星英雄》《暴虎任務》中的帝芬(Tiffin)。
- 炸蚱蜢（Crashhopper）

基因來源：奧索普特蘭人（Orthopterran）
炸蚱蜢是一個昆蟲形的外星英雄。外形如人形昆蟲，頭部除了呈尖形往後上方，兩隻眼睛的部分各有一處分叉。頸部和四肢細長，原本尾椎的部分向後延伸。全身為綠色。服裝為綠底帶黑色條紋，腹部有Omnitrix標誌。
擁有強而有力的後腿，能夠如火箭一般彈跳，以及轟雷般降落，徹底破壞他著地附近的東西。他堅硬的頭部亦可對敵人作出強烈的攻擊。
根據劇情對白，首度登場在《Ben 10 全面進化》的《It Was Them》。
- X超人（Alien X）

基因來源：天外天神民族（Celestialsapien）
X超人擁有操縱時空與物質的能力，被認為是無所不能的外星英雄，也是小班最強的英雄，但是要行動以前都要經過兩個人格─莎琳娜(大愛慈悲)和貝里卡斯(憤怒侵略)達成決議。在小班第一次使用以前，兩個人格經常在意見上陷入一比一的僵局。小班變身X超人後受困在意識空間，幾乎無法做任何事。小班在《Ben 10 外星英雄》使用過一次以後，表示不願意再變身X超人。在《Ben 10 終極英雄》提到小班為了防止阿貝多有機會接近或在戰鬥中變出來，讓凱文在Ultimatrix內建保全系統，需要Ultimatrix和分別由小玟和凱文保管的兩把鑰匙才能變身。當時小班為了前往宇宙創始大地阻止惡怪剋，變身X超人試圖取得協助。
小班在《Ben 10 全面進化》的《再見拜拜》為了阻止灰飛煙滅器造成的宇宙毀滅，用新Omnitrix變身X超人。根據小班所說，由於原本的宇宙已經毀滅了，所以他用X超人的力量重新創造一個宇宙。所有一切都是重新複製出來的，但是有些和原本的世界看起來不太一樣。之後在《小班打官司》最後，法官查出莎琳娜和貝里卡斯才是犯下未經授權改變宇宙世界的人，更要他們交一大筆罰款(每人五塊天晶玉！)
- 食霸（Eatle）

基因來源：奧爾提尼人（Oryctini）
外形有黑色外殼包覆，名稱取自於甲蟲（Beetle）的諧音，頭上有角。
食霸能力類似噁爆蛙。不過在吃下物質以後，是由頭上的角放出能量當武器。首度登場於《Ben 10 終極英雄》。在《Ben 10 全面進化》首度登場於《熱翻天》。
- 快閃之星（XLR8）

基因來源：奇那快閃族人（Kineceleran）
外形酷似迅猛龍的外星人，能利用足部的球狀物控制摩擦力，具備時速800的速度，移动時會闔上有藍色的X字樣的黑色面罩，全身由藍色及黑色組成，快閃之星其實不是跑步，他是用腳指間分泌出來的油滑液體在移動。
在23象限的小班（Ben23）稱快閃之星為快如閃電。
- 極凍蜥蜴（Arctiguana）

基因來源：極地曼札迪爾人（Polar Manzardill）
頭部像鯊魚，可以用雙足站立。有兩隻像爪子的手。
可以從口中噴出寒風或冷光束冰凍目標。第一次登場的時候在《Ben 10》的《Ben 10,000》最後，平行宇宙的班10,000用來冰凍魔賈斯。在《Ben 10 全面進化》首度登場於《熱翻天》。
在23象限的小班（Ben23）稱極凍蜥蜴為凍凍爬蟲。
- 滑翔金剛（Stinkfly）

基因來源：力皮多特人（Lepidopterran）
配音：Dee Bradley Baker
在《Ben 10 全面進化》首度出現是在《美好的回憶》劇情敘述小班小時候追蹤那個光到雪泥大王，小班在店內變身滑翔金剛。在空中滑翔的大型蒼蠅，有四顆可以往不同方向看的眼睛，360度的視力，薄翅遇水會無法飛行，吐出的黏液可以用來滅火，也能吐出非黏液的易燃毒素，異常鋒利的尾巴可以用來劈擊。
在23象限的小班（Ben23）稱滑翔金剛為大蟲。
- 閃爆甲蟲（Ball Weevil）

基因來源：（Insectoids）
看起來像一隻甲蟲，主色調為黃色。有兩對足部從腹部延伸出來。有一隻角從額頭伸出，並形成兩道分叉。頭部還有一對黑色大眼睛，瞳孔呈現綠色。嘴巴看起來像昆蟲啃食葉片的口器。有一條綠色在白色的帶子繫在頸部，帶子上的Omnitrix標誌在前方。
閃爆甲蟲可以吐出多個黏性球，並且用遙控的方式引爆這些球來攻擊。
閃爆甲蟲首次在《瘋狂獵殺 上集》中登場。
- 神力暴龍（Humungousaur）

基因來源：神力龍星人（Vaxasaurian）
神力暴龍擁有強大的怪力，可以輕鬆舉起重物並將其扔出。同時具備變大的能力，此項能力在全面進化中尚未使用過，使用時若體型愈大，背部會長出尖銳的刺。
在23象限的小班（Ben23）稱神力暴龍為壯壯恐龍。
- 寒冰幽靈（Big Chill）

基因來源：奈克弗吉星人（Necrofriggian）
在沒有飛行時外形看起來像是披了一件斗蓬，飛行時則會展開翅膀。除了飛行，還能夠從口中呼出足以凍結大部分目標的冷風。寒冰幽靈也可以虛體化，能避開攻擊與穿透物體。小班有時候變身寒冰幽靈時會說一些與寒冷有關的雙關語。在產卵期(每隔80年左右)期間，寒冰幽靈的物種會吃下大量的金屬，如:鋼鐵、液態金屬等等用來建巢產卵。小班曾在《Ben 10 外星英雄》的《Save The Last Dance》中生下一群种族為寒冰幽靈的孩子，不過他們都在孵化後自行飛往自己的母星了。小班本人在寒冰幽靈的產卵期時，會變得非常喜歡酸青瓜，並能給予他人有效的約會建議，而且只會變身成寒冰幽靈(本人不會有任何關於此記憶)。
在23象限的小班（Ben23）稱寒冰幽靈為冰冰鬼。
- 野魔藤（Wildvine）

基因來源：草本拉那人（Florauna）
野魔藤雖是具有自我意識也能夠思考、作出動作的生物，但其又和植物相當接近。野魔藤的頸子兩側長著類似捕蠅草的葉片，可以自由開啟或閉合，能夠做出頭部的基本防護。手部、身體以及像藤蔓的步足都能夠自由伸長並加以利用。身體能產生藤蔓可綑綁對手也能裁斷。背部長了一些黑色果實，這種果實若爆裂開來則具備煙霧彈和催淚瓦斯的效力。另外，催眠術對野魔藤無用。
- 胖胖魚（Walkatrout）

基因來源：伊克特海龍類（Ickthyperambuloid）
因為Omnitrix故障時所亂數變形的外星人，體表能分泌粘液，所以身體如泥鰍般非常滑溜，呈蓝色，牙齒可以咬穿一定厚度的玻璃，可以在陸地上活動。
首次登场于《壞蛋越獄記》,在地下城曾經出現過。
- 怪胡鼠（Molestache）

因為Omnitrix故障時所亂數變形的外星人，外形像鼹鼠，有金黄色鬍子和大門牙。
首次登场于《壞蛋越獄記》, 天工會人力資源部的傑瑞，就是這種族的。
- 粉塵仙子(Pesky Dust)

基因來源：霓妙星人（Nemuina）
因為Omnitrix故障時所亂數變形的外星人，類似小仙子，有透明翅膀，藍色皮膚，體型嬌小。具有快速的飛行能力，能夠放射出讓人沉睡的粉塵，有着可以進入到他人的夢境裡並令該夢境如自己所想的的能力。順帶一提，駭霸非常害怕這種外星人。
首次登场于《壞蛋越獄記》。
在23象限的小班（Ben23）稱粉塵仙子為夜飛靈。
- 糟糕先生（The Worst）

基因來源：亞卓人（Atrocian）
因為Omnitrix故障時所亂數變形的外星人，體型肥胖，體表呈黄色，皮膚帶有皺褶，身體忣有彈性，而且不会被打坏，但還是會痛，沒有什么战斗力。
首次登场于《壞蛋越獄記》
- 威力鷹（Kickin Hawk）

從外星人狂雞（Liam）得到解鎖的外星英雄，外形除了有人形輪廓並可以如人類般站立，還綜合獵鷹的特徵。身體大部份為深褐色，胸、腹部與頭頂那一大叢毛為淺棕色。手和腳的部份如禽類的腳，與尖喙同為黃色，除了為於手和腳末端的爪子為黑褐色，另外分別從雙臂伸出有弧度的那兩支刀刃也是黑褐色。臉上戴綠色面具，手腕和腿都戴了綠色護腕。有綠色搭配白色的腰帶，兩邊的肩胛也圍上綠色護套並且在兩圈綠色護套之間位於胸前有一支綠色支架連接，支架位於胸口處有Omnitrix標誌。
威力鹰可以從手指收縮爪子，以及從肘部收起如鐮刀的刀刃。也可以用手臂的刀刃切割目標，也擁有強大的踢腳能力。威力鹰還有增強的力量、耐久性、靈活性和反應能力。
首次登场于《壞蛋越獄記》
- 四手霸王（Four Arms）

基因來源：泰卓曼星人（Tetramand）
皮膚為紅色，有四隻手，手臂有刺狀突起。小班得到新Omnitrix以後變身的四手霸王穿著一件背心，臉上留著鬍子，四隻手都配戴護腕，Omnitrix的標誌在腰帶上。四手霸王力氣大，還可以透過打擊地面或拍擊手掌產生衝擊波和震波。震波的攻擊方式是由銀河系義勇軍中的女性泰卓曼星人泰妮教導小班使用。
在《Ben 10 全面進化》是在《世事多變 上集》一開始小時候的小班和變形魔戰鬥時首度登場，並在《螺旋之秘》解釋戰鬥的原因。
在《公主要結婚》中首次登場新版的四手霸王，將紅風軍的露瑪公主打倒，贏得婚約。
在23象限的小班（Ben23）稱四首霸王為千手霸。
- 大鋼牙（Ripjaws）

基因來源： 皮西斯佛倫星人 （Piscciss Volann）
外形酷似安康魚的外星人，故名思意，暴出來的鋼牙削鐵如泥，下顎肌肉發達擁有強咬合力。身上有鱗片。可在水裡活動，在水裡時雙腳會變成尾鰭，本身母星＂皮斯西佛倫星＂就是充滿水的水行星。大鋼牙雖是水陸兩生，但特性較接近水，陸地活動時若皮膚水分不足則會顯得毫無活力甚至倒地。額頭上的燈也具備基本的照明能力。
- 異形怪（Goop）

基因來源：普利莫佛人 （Polymorph）
外形是一坨綠色的透明液體，可以自由伸縮、改變形體。頭上的重力控制器能夠使他保持正常形體，若關閉重力控制器則會癱軟在地上毫無移動能力。重力控制器在快速移度時有如刀鋒般銳利。異形怪的身體可以發射出具有超強腐蝕性的酸性物質，大部份的物體被碰到的會被侵蝕掉。
在23象限的小班（Ben23）稱異形怪为糊糊哥。
- 超巨人（Way Big）

基因來源：圖庫斯達人（To'kustar）
是所有外星英雄當中最巨大的一個。在Ben 10電影版 變身之謎及未來（Ben 10,000）中出現過，是宇宙中極為少有的品種。超巨人並沒有自己的母星，紅色的部分是由罕見的金屬物質構成。（在動畫電影版中，Omnitrix發明者阿兹米斯直接解鎖讓小班使用）超巨人可以從手中射出強力光束進行攻擊，超巨人也能夠使用超高速進行移動。弱點是攻擊頭上的角，所有的圖庫斯達人一旦被攻擊頭上的角，就會暫時動彈不得。
- 蟹甲智多星（Brainstorm）

基因來源：蟹甲布洛卡特斯星人（Cerebrocrustaceann）
蟹甲智多星擁有超大的大腦，非常聰明。小班變身成蟹甲智多星時經常把簡單的話語以艱深的字表現出來。頭部可發射電磁波進行攻擊，也能夠利用電磁波製出高承受性的防護罩保護自己。
- 電蜥（Feedback）

基因來源：電導特星人（Conductoid）
身體主色調為黑色，四肢與軀幹修長，只有一只眼睛。頭部延伸出兩根長觸手，還有一條長尾巴。在觸手、尾巴與手指末端有類似插頭的結構。可以透過碰觸對目標進行電擊，還可以吸取敵人的能量。當自身充滿能量的時候，可以發射強大的電波。
首度登場於《Ben 10 全面進化》的《世事多變 上集》一開始小時候的小班和變形魔戰鬥時，並在《螺旋之秘》解釋戰鬥的原因。
在小班11歲時因為電蜥太特別又強大，曾一度忽略其他外星英雄的特性。16歲小班在困住於變形魔身體內遇見了11歲的自己，最後得到力量，再次能夠使用電蜥，並利用強大的能量將變形魔給風化。
在23象限的小班（Ben23）稱電蜥為插頭哥。
另外，有部分的粉絲認為電蜥事件就是導致小班在《Ben 10》與《Ben 10 外星英雄》之間的時間裡選擇取下Omnitrix的主要原因，但官方說明理由絕對不是這個。
- 噁爆蛙（Upchuck）

基因來源：吞食星人（Gourmand）
會吐出三根或四根綠色的像觸手的舌頭，可以吃下任何东西（包括自己的星球），消化後從口中發射子彈，攻擊敵人。值得一提，噁爆蛙不會吃普通食物，因為覺得很難吃。噁爆蛙吃下活體生物後，通常肚中生物不會像其他非生命體一樣便程有威力的炸彈，只是最後由噁爆蛙吐出其但不會死亡。噁爆蛙有兩個種族，而小班兩種都能變(分别是樂派和悲派)。
位居家鄉星球的食物鏈頂端，因此Nemetrix中沒有噁爆蛙的天敵物種。
在23象限的小班（Ben23）稱噁爆蛙為吐吐哥。
- 托比（Toepick）

小班意外變身出的外星英雄，最初只有在第一系列(Ben 10)裡的影集《虎父無犬子(Ken 10)》裡，由小班的兒子肯尼提到的10000英雄之一，Ben 10全面進化的《特別快遞》一集裡正式登場。哥布林的外型，頭部帶著可以遮住其臉部的頭盔，其能力是任何看見他臉孔的生物，都會看到其最可怕的噩夢。最初小班的兒子肯尼，覺得小班給它的10個外星英雄中托比的能力太可怕了，因此主動要求小班把托比換成了小奇兵。
- 光鞭翼手龍（Astrodactyl）

基因來源：特拉迪諾星翼龍族（Terradino Pturbosaurian）
名稱由來是「astro」（星）及「pterodactyl」（翼龍）組成,外形像翼龍和滑翔機，體表為褐，背部的噴射背包可噴射出星塵能量飛行及加速，並藉由噴射出的星塵能量來產生能量衝擊，手上能生出能量鞭，鞭子幾乎能夠斬斷大部分物體。
首次登场于《搶救維瓦那》。
- 木乃伊（Snare-oh）

基因來源：賽弗洛星人（Thep Khufan）
全身上下由布料和繃帶構成，身上的繃帶具有高韌性，而且能夠無限伸長。繃帶除了用在攻擊對手外，亦可綁住對手或利於自身攀爬至高處。木乃伊能夠直接處理宇宙中的高輻射性礦物鈳鉻石且不會遭受輻射引響或產生基因突變。
- 牛蛙蛙（Bullfrag）

基因来源：惡咒星人（Incursean）
外形類似牛蛙，藉由阿茲米斯替小班的Omnitrix解鎖的惡咒星人（Incursean）DNA，手上有三只手指和蹼，腳上有兩只腳趾。牛蛙蛙比一般的惡咒星人略高和強壯，皮膚也比正常惡咒星人略淺，下巴比較寬。特徵是戴一副深色墨鏡和一身黑紫緊身衣，另外他的舌頭也能夠像惡咒星人一樣伸的很長。
首次登场于《青蛙大鬧地球-下集》。
- 大眼怪（Eye Guy）

基因來源：奧帕提克星人（Opticoid）
身上有數不清的眼睛（只有人類長眼睛的地方沒長眼睛），應該是眼睛的地方則是耳朵，可透過身上的眼睛射出雷射光、急凍光和熱熔光，集中起来威力更強大。另外，由大眼怪的眼睛所見到的物體將會是多重影像。眼睛被被擊中的時候會感到痛不欲生。
在23象限的小班（Ben23）稱大眼怪為大眼哥（但英文原文跟小班的大眼怪一樣都是Eye Guy）。
- 迪多（Ditto）

基因來源：斯普利遜人（Splixson）
Omnitrix中不穩定出現的外星人，有分身能力，分身是實體不是殘象。值得一提，當分身距離本體太遠時，會變不回來，雖然可以曾長變身時間，但會消耗大量能量。
在23象限的小班（Ben23）稱迪多為拷貝拷貝。
- 變形怪（Upgrade）

基因來源：蓋文星變形體（Galvanic Mechamorph）
變形怪全身上下充滿著電路，能夠射出強烈雷射光也能任意改變自身形體。變形怪能夠附著在機械製品上並且對其進行升級，升級後的機械物品往往會擁有超乎目前科技的能力。（變形怪離開機械物後原機械物的升級效果也會喪失。）弱點是磁力干擾，會導致其無法維持在正常形體。
在23象限的小班（Ben23）稱變形怪為科技泡泡。
- 原能金剛（Atomix）[10]

由阿茲米茲意外解鎖的外星英雄，最初只有在第一系列(Ben 10)裡的影集《虎父無犬子(Ken 10)》裡，由小班的兒子肯尼提到的10000英雄之一，首度登場於《聰明絕頂》裡正式登場。白色配上綠色相間的機器人身形有點像隻猩猩，胸口及腰部都有著Omnitrix的標誌，手腕、頭部、肩膀和胸部的缸套內流動著綠色的能量。本身的力量巨大的異常，連終極神力暴龍都不是對手，能夠產生高熱輻射將周圍的事物熔毀以及能夠發射出原子能量產生大規模的破壞，不僅能夠飛行而且還能產生核爆。
- 科學怪咖 （Frankenstrike）原名電極猛男

基因來源：亞努川西爾人（Transylian）
電極猛男外觀像科學怪人，皮膚也多處重新接合的跡象。電極猛男背部的高壓電柱和雙手都能夠釋放強烈電流，也能引發黑洞。
在23象限的小班（Ben23）稱電極猛男為閃電怪。
- 那個光（Buzzshock）

基因來源：諾斯迪恩星人（Nosedeenian）
體型嬌小，外觀像電池，能夠化身成電流四處亂竄更能侵入電器中干擾運作或吸光電能。能夠釋放出強大的電力。在《爺爺的老搭檔》中，小班變身那個光，且救出野生的諾斯迪恩星人免於被菲爾吸收能力並且讓其為自己充滿更多電力。那個光可以透過裁斷的方式製造實體分身。
- 鬼影（Ghostfreak）

基因來源：伊克透瑞星人（Ectonurite）
鬼影是連小班自己也害怕的外星英雄，能够隱形且穿透物體。有種特殊黏液若讓鬼影沾到則會無法隱形。能夠漂浮於空中和附身在其他生物身上。胸口皮膚拉開後會伸出大量的黑白間格條紋觸手，此觸手可以延長，也可用來拉住物品。鬼影其實有第二層身體，就和反派伊克透瑞星人濟卡斯一樣，流著細長尖銳爪子，身上有很多刺，頭部則是以骨骼方式呈現。
- 風暴狼哥（Blitzwolfer）之前叫嘯天狼（Benwolf）

基因來源：羅波獸（Loboan）
手掌和腳掌都長了鋒利大爪，外形類似野狼，跳躍能力很強。嘴巴裂成四瓣狀時，能發射強烈震波，更能助於自身跳躍跳的更高更遠。
- 噗霸（Gutrot）

具有高智商和任何化學相關的知識，肚中能夠和成任何一樣化學物，再將其以氣態形式噴出體外，除了具備嚇唬作用之外，亦可達成自身攻擊敵人的目的。
- 轟血鬼（Whampire）

基因來源：弗拉達星人（Vladat）
外表像是留著尖牙的吸血鬼，能夠飛行。嘴中吐出的蝙蝠標誌若附著於活體生物，該生物則將會受到轟血鬼的控制，另外轟血鬼擁有強大的力量，能夠將敵人們炸飛。可以化成蝙蝠模式，體形中等，有蝙蝠翅膀且懼怕陽光。雖然沒有濟斯卡的程度誇張，但皮膚接觸陽光後會以皮屑型式慢慢的剝落。小班变身轟血鬼后，偶然会本能地想吸食甚至吸乾生物的能量。
首次在《吸血鬼大反擊》中登埸
在23象限的小班（Ben23）稱轟血鬼為蝙蝠人。
- 魟人（Jetray)

基因來源：愛羅菲比安人（Aerophibian）
僅在劇情中提過，並無實際出場
外型類似魟魚的外星人，能夠飛行，主色為紅色。

### Nemetrix裡的外星生物
- 克拉多煞（Crabdozer）

火焰人的天敵物種，首次出現是在《世事多變 上集》。
身體為犀牛及獨角仙的混合體，本身的皮膚是具有相當程度防火能力的甲殼，並能夠自己本身的角來撞擊敵人。
- 蟲蜥魔(Buglizard)

滑翔金剛的天敵物種，首次出現是在《世事多變 下集》。
身體已紅、黑、白三色相間主體的蜥蜴，除了具有利齒跟爪子以外，還據有著相當程度的機動性及爬行能力，臉頰上如同鰓一樣的部分則可以噴出特殊氣體，除了可以藉由這個霧來隱藏自己以外，這個氣體還可以溶解滑翔金剛所射出的黏液。
- 猛爆蟲（Slamworm）

犰狳金剛的天敵物種，首次出現是在《大戰大蟻怪》。
身形為褐色為主體的巨型鑽地蟲，跟犰狳金剛一樣能夠挖地並且鑽出地面來進行攻擊，且能夠從嘴裡射出酸性液體，用來攻擊跟融化自己的獵物。
- 腫腫肥獸（Mucilator）

炸蚱蜢的天敵物種，首次出現是在《大戰大蟻怪》。
身形為紫色及深灰色主體的巨型青蛙巨獸，雖然因為身形巨大而移動緩慢，但本身的柔軟度卻可以防止炸蚱蜢的衝撞攻擊，身上還長有紫色的膿包，可以將各個觸碰到的獵物黏住並補食。
- 凶暴蜘蛛怪

閃爆甲蟲的天敵物種，首次出現是在《瘋狂獵殺 上集》。
身形為四隻腳的白色蜘蛛，能夠從尖銳的腳以及嘴巴裡製作出能量蜘蛛網，能用這蜘蛛網附著在自己身上來產生電擊來防禦自己。這個蜘蛛網除了能用來綁住敵人外，甚至能夠直接破壞掉閃爆甲蟲的黏性球，讓閃爆甲蟲的攻擊無效。
- 巨蟲太龍(Tyrannopede)

神力暴龍的天敵物種，首次出現是在《瘋狂獵殺 下集》。
比著神力暴龍還要大上好幾倍的巨型暴龍，有著尖銳的牙齒和爪子，頭部的如同噴嘴的角可以射出蜘蛛絲來綑綁住獵物並將獵物補食。
- Hypnotick

基因來源：靈通雷歐魔蛾（Psycholeopterran）
寒冰幽靈的天敵種族，專門捕食靈體生物。首次出現是在《Malefactor》。
外表如同蛾一般的蟲子，其所居住的星球也是寒冰幽靈所居住的星球Kylmyys。
如同寒冰幽靈一樣不害怕嚴寒的環境，本身也可以無形化，穿越跟迅速飛過任何地形。從腹部的孔裡會噴出紅色的麟粉，並藉由振翅來產生出一個催眠的效果。催眠效果會直接影響到腦部，所有被催眠的生物都會看到"自己所最想看到的人事物"的幻覺，並在獵物受到催眠的期間補食獵物。
主要獵捕的食物通常是能夠無形化的生物，像是寒冰幽靈等能夠無形化的生物。
順帶一提，雖然鬼影也具有無形化的能力，但鬼影是本能性的使用能力，Hypnotick只能讓像寒冰幽靈這種意識性使用無形化的外星人能力無效化。（因為Hypnotick主要是透過催眠導致能力無效化，鬼影是以本能也就是不靠意識使用能力，所以不受影響）
Hypnotick的基因來源靈通雷歐魔蛾目前在宇宙中瀕臨絕種，再加上有些外星人利用他們催眠的能力，藉由幻覺當作吸毒一般的方式來幫自己紓解壓力，造成靈通雷歐魔蛾被成為黑市買賣的物品。過去天工會曾經發現一隻走私的靈通雷歐魔蛾，決定先將它放在地球的某個天工會據點，好以保護這個物種，但這也讓骸霸成功的替Nemetrix蒐集到這個物種的DNA。
- 歐尼魔翼暴龍（Omnivoracious）

小奇兵的天敵物種，首次出現是在《Showdown Part I》。
身形為紫色的鳥獸，在蓋文星上，曾經是蓋文人過去歷史之中的眾多天敵生物之一，不過在過去蓋文星上曾經發生過隕石撞擊，再加上當時的氣候變遷造成歐尼魔翼暴龍的徹底滅絕，其中部分的化石被存放在蓋文星上的自然博物館。在骸霸、變形魔、神經蟹博士的入侵之下從化石中得到的DNA，並藉由Nemetrix的力量成功複製歐尼魔翼暴龍。
- 克蟹蟲龍(Vicetopus)

蟹甲智多星的天敵物種，首次出現是在《Showdown Part I》。
身形為紅色且具有多隻觸手的章魚形生物，因為阿茲米茲操作Nemetrix所變成的物種，並藉由控制此生物來逮住神經蟹博士。
- 叛努辛獸(Panuncian)

迪多的天敵物種，首次出現是在《A Fistful of Brain》。
全身紅毛，頭部及背部上佈滿了黑毛的劍齒虎，本身具有跟迪多一樣的分身能力，登場時成為了骸霸用來配帶Nemetrix的新野獸。

### Ultimatrix的終極版外星人
只能由阿貝多新的Ultimatrix變出來的終極版外星人，小班的Omnitrix無法變出來。
- 終極神力暴龍（Ultimate Humungousaur）

神力暴龍的終極版，外型像甲龍（Ankylosaurus），跟《Ben 10 終極英雄》系列相比皮膚變灰色，藍色裝甲多了護肩，手臂多了一些筋脈，頭盔的刺也變多了。
終極神力暴龍除了能用超強蠻力進行格鬥外，還可以從手指發射飛彈進行遠程攻擊，背部的甲殼可以防止被人突襲，尾巴還可以當做鎚子攻擊後面的敵人。另外，免疫鬼影的附身。首次登場在《The Ultimate Heist》。
- 終極超巨人

超巨人的終極版，比超巨人更巨大，僅在前作《終極英雄》中出現過、由小班變身。
- 終極寒冰幽靈

寒冰幽靈的終極版，外型為紅色的寒冰幽靈，跟寒冰幽靈相比能噴出更大的冰。僅在前作《終極英雄》中出現過、由小班變身。
- 終極小波波（Ultimate Echo Echo）

小波波的終極版，外型為和人一樣大的藍色機器人，跟《Ben 10 終極英雄》系列相比背後多了兩條電線連到手上，飛行碟盤稍微變大而且側面多了眼睛。
終極小波波可以從身上釋放許多飛行碟盤進行多重音波攻擊，移動速度也很快。首次登場在《The Ultimate Heist》。
- 終極蜘蛛魔猴（Ultimate Spidermonkey）

蜘蛛魔猴的終極版，外型像猩猩，跟《Ben 10 終極英雄》系列相比蜘蛛腳不見了，猩猩腳變成八隻，嘴巴多了兩個刺，毛依舊是紫黑色但皮膚變成膚色。
終極蜘蛛魔猴的力氣很大，會拍擊胸部，能飛簷走壁，而且能用嘴巴吐出強韌的絲。首次登場在《The Ultimate Heist》。
- 終極阿貝多（Ultimate Albedo）

阿貝多自己的終極版，外型很像Marvel漫畫中的一個反派角色魔客多(M.O.D.O.K)，頭異常的大，大腦透了出來，額頭上多一個眼睛，手腳異常的小，得靠飛行椅移動。
終極阿貝多除了遠比普通蓋文星人聰明外，還能從額頭上的眼睛發射雷射。首次登場在《The Ultimate Heist》。
- 終極急凍蜥蜴（Ultimate Articguana）

急凍蜥蜴的終極版，外型比急凍蜥蜴大，背上多了一大塊冰山和兩個冰凍炮，因為是阿貝多的關係，全身裝甲變成紅色。
終極急凍蜥蜴能噴出威力強大的冰凍氣體，還能用背上的冰凍炮發射冰柱。首次登場在《For A Few Brains More》。
- 終極重力轟蟹（Ultimate Gravattack）

重力蟹霸的終極版，外型和重力蟹霸相比腳和軀幹都不見了，頭部的形狀更接近一顆星球、連接兩隻大的手臂，而且長了很多岩石突刺，顏色變成紫紅色，身邊還多了三顆衛星繞他公轉。
終極重力轟蟹能改變目標物的重力使他浮起來或變更重，還能讓目標物繞行某個軌道轉圈。首次登場在《For A Few Brains More》。
- 終極暴虎 (Ultimate Rath)

暴虎的終極版，外型比起暴虎更加高大，多了一件印有野獸圖案的背心，手肘部分多了突起的尖刺，手掌上的尖刺由一個變為兩個，背心上的毛髮也多了三根尖刺，速度與力量都得到增強，首次登場於《Malgax Attacks》。

## 每集主題
- 台灣版集數順序和台灣首播時間的順序不一定相同。央视版本使用英语片头，英文主题及片尾，无字幕，大陆配音，简体中文节目标题 (除片头与片尾时段)，标清版及高清版播出16:9格式。

| 總集數（美國） | 總集數（台灣） | 主題（英文）                              | 台灣官方譯名       | Arc -美國集數    | 台灣首播時間 | 中国大陆 (中央电视台) 首播时间 |
| --- | -------------- | ----------------------------------------- | ------------------ | ---------------- | --- | ------------------------------ |
| 1 | 1              | The More Things Change, Part I            | 世事多變 上集      | Arc 1 -Epsode 01 | 2012/9/28 17:59 2012/9/30 10:00重播 2012/12/1 21:01重播 2012/12/2 10:27重播 2013/1/2 16:00重播 2013/6/3 15:00重播 2013/7/1 8:04重播 2013/10/5 22:01 2013/11/9 22:00重播 2014/1/7 18:27重播                         | 2017/9/21 12:00                |
| 小班因為小玟和凱文離開必須與他們分別。馬克把戮克送去當小班的新搭擋，但是小班只想靠自己。小班和戮克追蹤敵人到地底下，看到一座城市。駭霸出現在地洞旁，放出他的寵物到地底。 |                |                                           |                    |                  | |                                |
| 2 | 2              | The More Things Change, Part II           | 世事多變 下集      | Arc 1 -Epsode 02 | 2012/9/28 18:29 2012/9/30 10:29重播 2012/10/5 18:27重播 2012/12/8 20:56重播 2012/12/9 10:26重播 2013/1/3 15:58重播 2013/6/4 15:00重播 2013/7/2 8:01重播 2013/10/5 22:29重播 2013/11/9 22:30重播 2014/1/8 18:30重播 | 2017/9/21 12:30                |
| 小班和戮克為追查勒索案追蹤敵人到地底城市。找到敵人基地，發現幕後主謀是賽瘋。經過幾番戰鬥擊敗並逮捕賽瘋，小班也接受戮克成為新搭檔。 |                |                                           |                    |                  | |                                |
| 3 | 3              | A Jolt From The Past                      | 美好的回憶         | Arc 1 -Epsode 03 | 2012/10/7 10:01 2012/10/12 18:27重播 2012/12/15 20:57重播 2012/12/16 10:27重播 2013/1/4 15:58重播 2013/6/5 15:00重播 2013/7/3 8:00重播 2013/10/6 21:59重播 2013/11/10 21:58重播 2014/1/9 18:27重播                 | 2017/9/22 12:00                |
| 小班和戮克要一起巡邏，戮克表示想要確認小班傳說內容的真實性。兩人在街上巡邏時發現可疑使用外星科技者而前往調查，從對方車上發現那個光。在追蹤那個光以後到達一座建築，囚禁大量的那個光用來發電。兩人合作打敗拳鬼救出那個光以後，小班和戮克繼續談論傳說。 |                |                                           |                    |                  | |                                |
| 4 | 6              | Trouble Helix                             | 螺旋之秘           | Arc 1 -Epsode 04 | 2012/10/28 9:58 2012/11/2 18:26重播 2013/1/10 15:55重播 2013/6/10 15:00重播 2013/7/8 8:00重播 2013/10/7 22:32重播 2013/11/16 22:30重播 2014/1/15 18:30重播                                                         | 2017/9/25 12:30                |
| 駭霸偷偷闖入天工會，並在主控電腦中看到了過去的資料。馬克、小班和小玟去找阿茲米斯，馬克要阿茲米斯修好Omnitrix。因為小班的Omnitrix已經壞了一個月，一直維持外星人型態變不回來。但是阿茲米斯叫他們兩年後再來。而阿貝多在這時候還是阿茲米斯的助手。在等待的時候，一個蓋文星變形體次級種變形魔闖進蓋文星並開始破壞，小班則跳出來阻止。小班不敵變形魔，讓它闖入了阿茲米斯的實驗室，要求阿茲米斯為它升級。它不但搶走了第二個「螺旋」，還擄走了阿貝多。在小班、馬克和阿茲米斯前去蓋文星B捕捉它時（小玟留在蓋文星上），阿茲米斯說出了他創造螺旋，還有創造出了變形魔。還提到變形魔生命密碼不完整所造成的缺陷，他能複製科技產品並加以吸收。阿貝多原想以兩個螺旋所超載的能量來消滅變形魔，但是卻使它更加強大。它不但吸取了馬克的槍，還試圖奪取Omnitrix。最後小班變身為鑽石戰神，將它封印在水晶體之中。 駭霸複製了這段記憶，並改名為「田小班」為之後留下伏筆。 |                |                                           |                    |                  | |                                |
| 5 | 8              | Have I Got A Deal For You                 | 搶救可可奇         | Arc 1 -Epsode 05 | 2012/11/11 9:57 2012/11/16 18:24重播 2013/1/15 15:57重播 2013/6/12 15:00重播 2013/7/10 8:00重播 2013/10/8 22:25重播 2013/11/17 22:34重播 2013/1/17 18:30重播                                                       | 2017/9/26 12:30                |
| 小班變身閃電雪怪擊敗前來搶奪Omnitrix的巨雷。這時商人布拉尼霍星星來找小班談生意，他表示他可以解決小班的變身問題，只要小班幫他代言他的靈藥。一開始小班不答應霍星星立刻叫觀眾出來示範，但那其實是他的助手─硬硬布拉。在滴上靈藥後，立刻長出綠色的頭髮。霍星星為對小班示好，所以送他限定版的狂暴相撲公仔。小班請戮克調查，發現霍星星．T．布拉尼教授只不過是個星際騙子。後來，小班遇到派斯，聽到派斯宣稱霍星星在做危險的事。小班和派斯一起潛入霍星星的船，發現靈藥是從一個叫可可奇的外星小生物身上抽取的，霍星星發現並加以阻止，還轟掉了派斯的頭。派斯自稱是外星人人權鬥士，並將可可奇解放。但是可可奇一到外面就變成了口吐酸液的大怪獸，並開始破壞街道，派斯說可可奇接觸到氮氣就會發狂。最後小班變身積木猩困住可可奇，讓霍星星將氮氣抽出，才解決了麻煩。雖然霍星星想要回可可奇，但是戮克將可可奇帶走。 |                |                                           |                    |                  | |                                |
| 6 | 5              | It Was Them                               | 大戰大蟻怪         | Arc 1 -Epsode 06 | 2012/10/21 10:00 2012/10/26 18:28重播 2012/12/29 20:57重播 2012/12/30 10:32重播 2013/1/9 16:04重播 2013/6/7 15:00重播 2013/7/5 8:00重播 2013/10/7 21:59重播 2013/11/16 22:00重播 2014/1/14 18:27重播               | 2017/9/25 12:30                |
| 小班和戮克原本要追查一直襲擊小班的突變怪物。小班認為是董悟博士所為，但是戮克卻說明他目前在天工會總部監獄。二人前往探查，抵達後發現董悟博士已逃獄。為了要追蹤逃獄的董悟博士，他們沿著螞蟻的痕跡一路從下水道追尋著，在路上遇到了巨大並且會吐火的螞蟻怪。最後來到了董悟博士的巢穴─巨大蟻窩。駭霸的寵物又在這時出現襲擊，小班變身成為新外星英雄─炸蚱蜢成功阻止董悟將世界轉變成變種蟻的世界，也阻止駭霸的狗。 |                |                                           |                    |                  | |                                |
| 7 | 4              | So Long, And Thanks For All The Smoothies | 再見拜拜           | Arc 1 -Epsode 07 | 2012/10/14 9:59 2012/10/19 18:30重播 2012/12/22 21:00重播 2012/12/23 10:28重播 2013/1/8 16:00重播 2013/6/6 15:00重播 2013/7/4 8:03 2013/10/6 21:27重播 2013/11/10 22:28重播 2014/1/10 18:33重播                    | 2017/9/22 12:30                |
| 小班和戮克調查一艘神秘的外星人幽靈船，發現阿吉和維德兄弟為了佔有一個末日儀器而戰。最後因為奧圖剛不小心啟動了灰飛煙滅器，導致整個宇宙毀滅。小班變身為X超人以重新創造整個宇宙世界，只是沒有人相信。 |                |                                           |                    |                  | |                                |
| 8 | 7              | Hot Stretch                               | 熱翻天             | Arc 1 -Epsode 08 | 2012/11/4 9:59 2012/11/9 18:30重播 2013/1/11 15:59重播 2013/6/11 15:00重播 2013/7/9 8:00重播 2013/10/8 21:56重播 2013/11/17 22:00重播 2014/1/16 18:27重播                                                          | 2017/9/26 12:00                |
| 小班和戮克追蹤偷走核融引擎的女飛賊伊絲達，但是核融引擎仍然落入可熱族手中。小班卻在和一群伊絲達的奇那族朋友玩過後覺得伊絲達不是壞人。在發現可熱族試圖將地表改造成適合可熱族居住的高溫環境後，小班和戮克必須阻止這項意圖，並說服伊絲達協助。在阻止這項意圖後，伊絲達成為可熱族領袖並表示對鄰居走友善路線。伊絲達的那些奇那族朋友經過時，稱小班為伊絲達的男朋友。 |                |                                           |                    |                  | |                                |
| 9 | 9              | Of Predators and Prey: Part 1             | 瘋狂獵殺 上集      | Arc 1 -Epsode 09 | 2013/6/14 15:00重播 2013/7/11 8:02重播 2013/10/9 21:57重播 2013/11/23 22:01重播 | 2017/9/27 12:00                |
| 小班和戮克在一場激烈的爭吵後分開。駭霸趁機擄走小班。 - 本集在台灣卡通頻道於電視播出前已先在網站上供點閱。 |                |                                           |                    |                  | |                                |
| 10 | 10             | Of Predators and Prey: Part 2             | 瘋狂獵殺 下集      | Arc 1 -Epsode 10 | 2013/6/17 14:55重播 2013/7/12 8:02重播 2013/10/9 22:24重播 2013/11/23 22:28重播 | 2017/9/27 12:30                |
| 小班得知Nemetrix的由來，以及在駭霸、變形魔和神經蟹博士之間的關係。 |                |                                           |                    |                  | |                                |
| 11 | 13             | Outbreak                                  | 壞蛋越獄記         | Arc 2 -Epsode 01 | 2013/6/20 14:58重播 2013/7/17 8:00重播 2013/11/12 21:56重播 2013/11/30 21:59重播 | 2017/9/29 12:00                |
| 神經蟹試圖竊取Omnitrix的錶盤，造成它故障。被關押的囚犯受到影響變身，利用得到的能力越獄。 |                |                                           |                    |                  | |                                |
| 12 | 11             | Many Happy Returns                        | 公主要結婚         | Arc 2 -Epsode 02 | 2012/11/18 9:58 2012/11/23 18:34重播 2013/1/16 15:58重播 2013/6/18 15:00重播 2013/7/15 8:00重播 2013/10/10 21:59重播 2013/11/24 22:00重播                                                                          | 2017/9/28 12:00                |
| 小班在一場火警意外中搶救一個小女孩，他變成暴虎衝進火場，但是卻被小女孩說成是小貓咪。後來他又衝進去幫忙找娃娃，在此時被小玟出手相救，原來小玟和凱文重新拜訪貝爾市。他們又像以前一樣聚在奶昔大王前喝奶昔，只是凱文卻要求小班「只要躲就好了」。一架外星航艦出現，攻擊小班一行人。凱文的車子被擊中時，小玟用防護罩保護自己。面對不知名的追獵，戮克剛好出現，將眾人載走。小班要凱文說明，但是凱文卻不肯說，只要他帶他去躲起來。小班帶他們到貝爾市的外星地下街去，但是那架飛船也追到了那裏。出來的是一位自稱紅風軍露瑪公主的泰卓曼星人，還抓著阿吉說他是來找她老公的。後來他們又從露瑪公主手中逃走，凱文才說明以前因為想要得到泰卓曼星人打造的外星科技品(車子的引擎)而以婚約交換，才會和公主訂婚。聽完後小玟覺得公主只是一個被欺騙感情的少女。這時公主又出現，將凱文抓走。當回到地面上時，泰卓曼飛艇與紅風軍的賈亞大王出現，準備開始舉行婚禮。可是小班表示不認同婚禮，決定出面對抗公主。最後小班變身為四手霸王，成功打敗公主。誰知道，泰卓曼星人的傳統就是打倒公主的人要娶走公主。他們表示會在三年後來地球辦一場盛大的婚禮，小玟也和凱文離開了貝爾市。 |                |                                           |                    |                  | |                                |
| 13 | 12             | Gone Fishin'                              | 釣魚樂             | Arc 2 -Epsode 03 | 2013/6/19 14:57重播 2013/7/16 8:00重播 2013/10/10 22:27重播 2013/11/24 22:28重播 | 2017/9/28 12:30                |
| 天工會保安官帕拉德被海盜挾持。 |                |                                           |                    |                  | |                                |
| 14 | 14             | Blukic And Driba Go To Mr. Smoothy's      | 就是要喝雪泥       | Arc 2 -Epsode 04 | 2012/11/25 10:04 2012/11/30 18:26重播 2013/1/17 15:58重播 2013/6/21 15:00重播 2013/7/18 8:02重播 2013/11/12 22:24重播 2013/11/30 22:25重播                                                                         | 2017/9/29 12:30                |
| 小班和戮克要和想在地球尋找終極神力的卓比象人作戰。布魯克和崔巴在基地看到電視上有雪泥大王關於新口味綠蚱蜢雪泥的廣告，離開基地想要到那一家雪泥大王，但是不認得路。 |                |                                           |                    |                  | |                                |
| 15 | 15             | Malefactor                                | 調虎離山           | Arc 2 -Epsode 05 | 2013/6/24 14:56重播 2013/7/19 7:56重播 2013/11/13 21:57重播 2013/12/1 22:00重播 | 2017/10/9 12:00                |
| 小班和戮克在遊樂場遇到駭霸攻擊，但是這項攻擊只是在掩護真正的目的。 |                |                                           |                    |                  | |                                |
| 16 | 17             | Arrested Development                      | 比利要報仇         | Arc 2 -Epsode 06 | 2013/6/9 10:00 2013/6/16 10:24重播 2013/6/26 14:58重播 2013/7/23 7:56重播 2013/11/14 21:56重播 | 2017/10/10 12:00               |
| 一個小男孩比利自稱和小班有仇，要找小班算帳，他甚至把小班和戮克還原至小孩的年紀。 |                |                                           |                    |                  | |                                |
| 17 | 16             | Bros in Space                             | 戮克返鄉記         | Arc 2 -Epsode 07 | 2013/6/9 10:30重播 2013/6/25 15:00重播 2013/7/22 7:58重播 2013/11/13 22:25重播 2013/12/1 22:28重播 | 2017/10/9 12:30                |
| 戮克和小班到戮克的家鄉維瓦那星，遇到滾鼠怪以不同於過去的方式攻擊。 |                |                                           |                    |                  | |                                |
| 18 | 25             | Ben Again                                 | 幻空大鬧時空       | Arc 2 -Epsode 08 | 2013/7/28 9:59 2013/11/20 21:58重播 | 2017/10/10 12:30               |
| 小班遭到幻空的攻擊，造成和十一歲的自己互換身體並彼此被困在對方的時空。幻空想要奪取被矛盾博士藏起來的跳時空導航器。 |                |                                           |                    |                  | |                                |
| 19 | 23             | Store 23                                  | 第23家分店         | Arc 2 -Epsode 09 | 2013/7/14 9:57 2013/7/21 10:33重播 2013/7/30 8:01重播 2013/11/19 21:55重播 | 2017/10/11 12:00               |
| 小班和崔巴與布魯奇去尋找第23家雪泥大王，並遇到霍星星教授。大家被意外傳送到另一個世界，遇到那裡的小班─Ben 23。 - 客串角色：《雞與牛》的雞哥哥和牛妹妹。 |                |                                           |                    |                  | |                                |
| 20 | 26             | Special Delivery                          | 特別快遞           | Arc 2 -Epsode 10 | 2013/8/4 9:57 2013/11/20 22:25重播 | 2017/10/11 12:30               |
| 小班又弄壞包曼先生的車，要幫忙送貨賠償。無意間要運送的金魚和賽瘋主辦的拍賣會物品對調。 |                |                                           |                    |                  | |                                |
| 21 | 19             | Showdown Part I                           | 蓋文星末日，上集   | Arc 3 -Epsode 01 | 2013/6/23 10:03 2013/6/28 14:57重播 2013/6/30 10:01重播 2013/7/25 7:57重播 2013/11/15 21:55重播 2013/12/8 22:00重播                                                                                                | 2017/10/11 12:00               |
| 神經蟹博士和駭霸襲擊阿茲米斯，阿茲米斯召來小班和戮克協助。 |                |                                           |                    |                  | |                                |
| 22 | 20             | Showdown Part II                          | 蓋文星末日，下集   | Arc 3 -Epsode 2  | 2013/6/30 10:33 2013/7/26 7:58重播 2013/11/3 10:32重播 2013/11/15 22:24重播 2013/12/8 22:30重播 | 2017/10/11 12:30               |
| 變形魔全面攻擊蓋文星，小班和戮克要和蓋文星人聯手開啟防火牆。 |                |                                           |                    |                  | |                                |
| 23 | 22             | Tummy Trouble                             | 吞食星大胃王       | Arc 3 -Epsode 03 | 2013/7/7 10:00 2013/7/14 10:28重播 2013/7/29 8:00重播 2013/11/18 22:26重播 | 2017/10/12 12:30               |
| 吞食星人（Gourmand）的女王被惡咒星人俘虜。惡咒星人決定侵略吞食星人的第11號吞食星，小班在變身為噁爆蛙打倒貓貓女時，覺得不舒服，便與戮克前往吞食星球。在吞食星球上，分為樂派與悲派，樂派主張「歐麥加計劃」，悲派則主張拯救女王，小班與戮克各帶領一派的吞食星人執行計畫，最後成功救回女王。 |                |                                           |                    |                  | |                                |
| 24 | 24             | Vilgax Must Croak                         | 魔賈斯不聽話       | Arc 3 -Epsode 04 | 2013/7/21 10:04 2013/7/28 10:29重播 2013/7/31 8:01重播 2013/8/4 10:26重播 2013/11/19 22:24重播 |                                |
| 小班和戮克負責押解魔賈斯，遭到惡咒星人襲擊。 |                |                                           |                    |                  | |                                |
| 25 | 28             | While You Were Away                       | 搶救維瓦那         | Arc 3 -Epsode 05 | 2013/10/13 10:28 2013/10/20 10:02重播 2013/11/21 22:26重播 2013/12/7 22:28重播 |                                |
| 小班和戮克接到小小的求救，去救援被惡咒星人入侵的維瓦那星。愛蒂亞和神經蟹博士在維瓦那星，分別收集琥珀奧奇果並計劃某些事。小班、戮克和小小抵達維瓦那，看到大家言行怪異。 |                |                                           |                    |                  | |                                |
| 26 | 29             | The Frogs Of War, Part I                  | 青蛙大鬧地球，上集 | Arc 3 -Epsode 06 | 2013/10/20 10:35 2013/10/27 9:56重播 2013/11/22 21:54重播 |                                |
| 惡咒星人大舉進攻地球，小班的Omnitrix變成隨機模式，馬克因此不讓小班參加突襲米勒斯天皇旗艦的行動。小班還是偷溜上戮克的船艦，和戮克合作下抓到米勒斯天皇。但是米勒斯天皇和愛蒂亞公主以變種圖庫斯達人軍團威脅小班，小班被迫離開地球。 |                |                                           |                    |                  | |                                |
| 27 | 30             | The Frogs Of War, Part II                 | 青蛙大鬧地球，下集 | Arc 3 -Epsode 07 | 2013/10/27 10:26 2013/11/10 10:33重播 2013/11/24 10:24重播 2013/11/22 22:24重播 |                                |
| 小班返回地球，和小玟、凱文和戮克等人一起前往救出更多水電工並反擊惡咒星人。 |                |                                           |                    |                  | |                                |
| 28 | 18             | Rules of Engagement                       | 訂婚大禮           | Arc 3 -Epsode 08 | 2013/6/16 9:56 2013/6/23 10:28重播 2013/6/27 14:56重播 2013/7/7 10:30重播 2013/7/24 8:00重播 2013/11/14 22:24重播                                                                                                  | 2017/10/10 12:30               |
| 小班發現茱莉有新男友哈維。接到伊絲達求救。露瑪在攻擊熱區，要準備訂婚禮物。 |                |                                           |                    |                  | |                                |
| 29 | 27             | Rad                                       | 辣哥迅猛鴨         | Arc 3 -Epsode 09 | 2013/10/13 9:58 2013/11/21 21:58重播 2013/12/7 21:57重播 |                                |
| 水電工要前往惡咒星救援阿那努保安官。為了惡咒星的毒氣，帶了喀啦喀蟲以取毒液當解藥。小班和戮克與飛行員辣哥迅猛鴨會合並出發。可是派斯溜上太空船放出喀啦喀蟲，而且惡咒星人還注意到太空船。 |                |                                           |                    |                  | |                                |
| 30 | 35             | Evil's Encore                             | 董悟復仇記         | Arc 3 -Epsode 10 | 2013/12/8 9:55 2013/12/22 10:30重播 |                                |
| 被關押在監獄中的董悟博士記住過去滲透並試圖掌握拉西莫山的水電工基地，但是被馬克、小班和小玟阻止。董悟博士想要再一次滲透基地的電腦。 |                |                                           |                    |                  | |                                |
| 31 | 21             | T.G.I.S.                                  | 救世新朋友TGIS     | Arc 4 -Epsode 01 | 2013/11/3 10:01 2013/11/18 21:58重播 | 2017/10/12 12:00               |
| 小班和戮克與神祕特攻隊合作，阻止董悟博士和白面阿格斯。 |                |                                           |                    |                  | |                                |
| 32 | 31             | Food Around The Corner                    | 跳蚤危機           | Arc 4 -Epsode 02 | 2013/11/10 10:01 2013/11/17 10:28重播 2013/12/8 10:25重播 2013/12/14 21:58重播 |                                |
| 咻樂星人登陸小班的頭部，開始進行挖掘。小班透過布魯奇和崔巴的設定維持在重力蟹霸型態，參加暴狂星人和禮文星人的和平會議。 |                |                                           |                    |                  | |                                |
| 33 | 33             | Oh Mother, Where Art Thou?                | 噢，我的媽         | Arc 4 -Epsode 03 | 2013/12/15 10:01 |                                |
| 韋德大媽的其中一個孩子失蹤，要求水電工協尋，並宣稱沒找到就要摧毀太陽。小班不想嘗珊卓的料理，和戮克進行任務。但是珊卓帶著料理到處找小班。 |                |                                           |                    |                  | |                                |
| 34 | 36             | Return to Forever                         | 永恆武士又來亂     | Arc 4 -Epsode 04 | 2013/12/22 10:00 2013/12/29 10:29重播 |                                |
| 永恆武士計畫用干擾基因的機器清除地球上的外星人。 |                |                                           |                    |                  | |                                |
| 35 | 37             | Mud is Thicker Than Water                 | 內神通外鬼         | Arc 4 -Epsode 05 | 2013/12/29 9:58 2014/1/5 10:26重播 |                                |
| 小玟發現她的親戚露西曼恩成為水電工的一員。小班、小玟和露西被指派保管好灰飛煙滅器，而小玟懷疑露西是間諜。 |                |                                           |                    |                  | |                                |
| 36 | 38             | OTTO Motives                              | 大鬧酷車展         | Arc 4 -Epsode 06 | 2014/1/5 9:59 |                                |
| 凱文和戮克去逛車展，遇到凱文過去在虛無零界的同伴。 - 橋段致敬：合體機器人決鬥部份有點像變形金剛進化版的風格。 |                |                                           |                    |                  | |                                |
| 37 | 32             | The Ultimate Heist                        | 計中計             | Arc 4 -Epsode 07 | 2013/11/17 9:57 2013/12/14 22:27重播 2013/12/15 10:37重播 |                                |
| 阿貝多設計取得完成新Ultimatrix所需零件，讓自己可以恢復蓋文星人型態以及變身終極版外星人。 |                |                                           |                    |                  | |                                |
| 38 | 39             | A Fistful of Brains                       | 神通廣大           | Arc 4 -Epsode 08 | 2013/11/24 9:57 2013/12/1 10:29重播 2013/12/15 22:00重播 |                                |
| 小班落入阿貝多的陷阱並失蹤，馬克和戮克努力尋找。駭霸拿小班進行獵殺遊戲。 |                |                                           |                    |                  | |                                |
| 39 | 40             | For a Few Brains More                     | 聰明絕頂           | Arc 4 -Epsode 09 | 2013/12/1 10:01 2013/12/15 22:30重播 |                                |
| 阿貝多用智慧萃取機奪走阿茲米斯的智慧，小班和戮克要去奪回來。 |                |                                           |                    |                  | |                                |
| 40 | 34             | Max's Monster                             | 爺爺的老戰友       | Arc 4 -Epsode 10 | 2014/1/12 10:03 |                                |
| 馬克以前的水電工同事菲爾出現在大家面前，而且不時會變身。 |                |                                           |                    |                  | |                                |
| 41 | 41             | Something Zombozo This Way Comes          | 沒在怕小丑         | Arc 5 -Epsode 01 | 2014/3/31 18:26 |                                |
| 小丑贊柏洛把大批的人變成殭屍小丑。 - 時空黑白君(田肯尼)在此集出現片段。 |                |                                           |                    |                  | |                                |
| 42 | 42             | Mystery, Incorporeal                      | 大鬧大學城         | Arc 5 -Epsode 02 | 2014/4/7 18:28 |                                |
| 小班去參觀佛大， 黑暗星吸取小玟的能量，變回麥克晨星，小班變身成鬼影擊敗他，並得到榮譽學位。 - 橋段致敬：本集玩了大量《叔比狗》的經典橋段，包括「叔比狗追逐門」、小玟掰下假面具、甚至連劇名也參考至2010年版卡通叔比狗神秘檔案的英文原名 |                |                                           |                    |                  | |                                |
| 43 | 43             | Bengeance is Mine                         | 真假魔賈斯         | Arc 5 -Epsode 03 | 2014/4/7 18:26 |                                |
| 小班和賽瘋都以為水電工畢爾蓋茲是魔賈斯。 |                |                                           |                    |                  | |                                |
| 44 | 44             | An American Benwolf in London             | 嘯天狼大鬧倫敦     | Arc 5 -Epsode 04 | 2014/4/8 |                                |
| 收到其初戀凱伊格林的求救，小班和戮克前往倫敦拯救被永恆武士綁架的格林爺爺，而原因只為了搶奪傳說中的石中劍。 - 如果仔細地看該集，你會發現有大量關於英國的文化作品混入其中，如石中劍、哈爾移動城堡、化身博士、哭泣天使等。 |                |                                           |                    |                  | |                                |
| 45 | 45             | Animo Crackers                            | 董悟們很愛亂       | Arc 5 -Epsode 05 | |                                |
| 未來的董悟博士穿越時空回到過去，尋找自己一同完成邪惡的計劃。 - 時空黑白君(田肯尼)在此集正式登場。 |                |                                           |                    |                  | |                                |
| 46 | 46             | Rad Monster Party                         | 怪物來了           | Arc 5 -Epsode 06 | |                                |
| 小班他們穿越亞努爾川星系為了將貨到偏遠的天工會分部，結果船艦上的主引擎壞掉了，不得已迫降在怪物星球上。 |                |                                           |                    |                  | |                                |
| 47 | 47             | Charmed, I'm Sure                         | 不詳               | Arc 5 -Epsode 07 | |                                |
| 邪咒魔女聯合田小班一同擊敗濟斯卡，並搶回魔天符。不過因為中途的事故而害致他臉上狂生痘痘... |                |                                           |                    |                  | |                                |
| 48 | 48             | The Vampire Strikes Back                  | 吸血鬼大反擊       | Arc 5 -Epsode 08 | |                                |
| 當小班他們正要返回地球時，超能錶卻偵測到新的基因，追使小班必須返回怪物星球。 |                |                                           |                    |                  | |                                |
| 49 | 53             | Catfight                                  | 小班是我的         | Arc 5 -Epsode 09 | |                                |
| 小班要和單戀他的伊斯達約會，露瑪和愛蒂亞又跑來找他，結果展開一場搶奪大戰。 |                |                                           |                    |                  | |                                |
| 50 | 58             | Collect This                              | 典藏天王大鬧地球   | Arc 5 -Epsode 10 | |                                |
| 一名飾演小班的演員令真正的他引來不少收藏麻煩。 |                |                                           |                    |                  | |                                |
| 51 | 49             | And There Were None                       | 一個都不剩         | Arc 6 -Epsode 01 | 2014/10/6 |                                |
| 在一個沒有Omnitrix的平行世界，無錶小班遇上了很多邪惡版的自己...還有正義版的4個自己：Ben 23、Gwen 10、班10,000、以及田小班本尊。 |                |                                           |                    |                  | |                                |
| 52 | 50             | And Then There Was Ben                    | 一個都不能少       | Arc 6 -Epsode 02 | |                                |
| 無錶小班在矛盾博士引導下，使用田小班在消失前留下的Omnitrix修複各個平行世界的自己。 - 本集是Ben 10系列第200集記念作。 |                |                                           |                    |                  | |                                |
| 53 | 55             | The Vengers                               | 報仇者聯盟         | Arc 6 -Epsode 03 | 2014/10/8 |                                |
| 比利豪野仁和替天行道大隊長以及袋鼠將軍聯手，組成一個報仇者聯盟，試圖擊垮田小班。 |                |                                           |                    |                  | |                                |
| 54 | 54             | Cough It Up                               | 給我吐出來         | Arc 6 -Epsode 04 | |                                |
| 吉米瓊斯被小班懷疑他是時空黑白君，但他否認了。 |                |                                           |                    |                  | |                                |
| 55 | 52             | The Rooters of All Evil                   | 邪惡特工           | Arc 6 -Epsode 05 | 2014/10/10 |                                |
| 虛無零界的特工會突然闖入天工會，要押回凱文。 |                |                                           |                    |                  | |                                |
| 56 | 51             | Blukic and Driba Go to Area 51            | 小兵立大功         | Arc 6 -Epsode 06 | |                                |
| 在布魯克和崔巴的家鄉朋友叫他們和小班爺孫前往51區時，他們回憶初到地球時與年齡的田馬克合作抗敵一事。 |                |                                           |                    |                  | |                                |
| 57 | 57             | No Honor Among Bros                       | 格鬥場上無兄弟     | Arc 6 -Epsode 07 | |                                |
| 戮克在拳鬼越獄後所放的煙霧影響下性情大變。 - 戮克總共跳了兩次江南Style的騎馬舞。 |                |                                           |                    |                  | |                                |
| 58 | 56             | Universe Vs. Tennyson                     | 小班打官司         | Arc 6 -Epsode 08 | |                                |
| 小班因在「再見拜拜」事件中以X超人身份重製宇宙，而被天外天神民族的領袖控告侵犯版權。 |                |                                           |                    |                  | |                                |
| 59 | 59             | Weapon XI: Part 1                         | 末日風暴 上集      | Arc 6 -Epsode 09 | |                                |
| 凱文、阿吉、以及他們之前認識的人都被特工會的首領賽凡提斯強行洗腦，成為活生生的狙殺隊。 |                |                                           |                    |                  | |                                |
| 60 | 60             | Weapon XI: Part 2                         | 末日風暴 下集      | Arc 6 -Epsode 10 | |                                |
| 唯一逃出來的阿吉向大家補完昔日凱文被洗腦成賽凡提斯特工的事，而凱文繼續演他的「最佳反派」來摧毀其勢力。 |                |                                           |                    |                  | |                                |
| 61 | 61             | Clyde Five                                | Clyde5 報到        | Arc 7 -Epsode 01 | |                                |
| 馬克的姪孫Clyde是一個笨拙的人，希望學像小班般成為一個超級英雄。 |                |                                           |                    |                  | |                                |
| 62 | 62             | Rook Tales                                | 食古不化           | Arc 7 -Epsode 02 | |                                |
| 戮克的大妹戮莎終於加入天工會，不過君度大師極力反對，認為有違維瓦那人「男主外、女主內」的傳統。 - 客串角色：寵物小精靈的鯉魚王和暴鯉龍。 |                |                                           |                    |                  | |                                |
| 63 | 63             | Charm School                              | 大鬧魔法學院       | Arc 7 -Epsode 03 | 2015/6/7 17:30 |                                |
| 駭屍決定金盆洗手而轉向在小玟就讀的大學任教，而轉任校工的凱文就為如何賣出天晶玉車而煩惱。 |                |                                           |                    |                  | |                                |
| 64 | 65             | The Ballad of Mr. Baumann                 | 愛情真偉大         | Arc 7 -Epsode 04 | 2015/6/13 17:30 2015/6/14 17:30重播 |                                |
| 多年前小班欠了包曼先生$20.05美元（台灣版稱505元），從此二人成為冤家。而小班在成長過程中也得知了包曼先生脾氣壞的原因---他懷念每逢5.22年才能見面一次的外星女友席琳。 - 本集透露包曼先生的名字叫做伊吉。 |                |                                           |                    |                  | |                                |
| 65 | 64             | Fight at the Museum                       | 大鬧博物館         | Arc 7 -Epsode 05 | 2015/6/20 17:30 2015/6/21 17:30重播 |                                |
| 小班、戮克、伊絲達、凱伊、還有黑白君五人一起守護著博物館裡的黑圓球，中途伊絲達得知黑白君是來自小班和凱伊已婚的未來時顯得極度不安。雖然最後小偷Subdora莎朵拉任務失敗，卻令凱伊誤會黑圓球已被偷走...直至在未來她發現黑圓球「完壁歸趙」。 |                |                                           |                    |                  | |                                |
| 66 | 66             | Breakpoint                                | 我要去臥底         | Arc 7 -Epsode 06 | 2015/7/26 17:30 |                                |
| 拳鬼的手下扮成不同年紀的小班尋事生非。 |                |                                           |                    |                  | |                                |
| 67 | 68             | Color of Monkey                           | 本性難移           | Arc 7 -Epsode 07 | 2015/6/27 17:30 |                                |
| 阿吉開了新公司，小班懷疑公司的動機正面與否而展開調查。 |                |                                           |                    |                  | |                                |
| 68 | 67             | Vreedlemania                              | 混亂大團圓         | Arc 7 -Epsode 08 | 2015/6/28 17:30 |                                |
| 維德老爹和維德老媽又闖下幾乎毀了宇宙的大禍，被兩名兒子挑釁二人不像小妹那麼乖巧。 |                |                                           |                    |                  | |                                |
| 69 | 69             | It's a Mad, Mad, Mad Ben World, Part 1    | 瘋到爆小班城 上集  | Arc 7 -Epsode 09 | |                                |
| 小班和Ben 23，還有神經蟹博士被邪惡的克朗諾沙平星人、莎朵拉的頭兒Maltruant魔多郎送至其中一個邪惡小班的平行時空---田小班大王的沙漠世界。 - 田小班大王的形象參考自衝鋒飛車隊的瘋狂麥斯。 |                |                                           |                    |                  | |                                |
| 70 | 70             | It's a Mad, Mad, Mad Ben World, Part 2    | 瘋到爆小班城 下集  | Arc 7 -Epsode 10 | |                                |
| 小班和Ben 23在變身掉轉的情況下，成功把田小班大王推翻和返回自己的時空，而出賣二人的神經蟹博士則被永久留在此地。 |                |                                           |                    |                  | |                                |
| 71 | 75             | From Hedorium to Eternity                 | 小兵立大功         | Arc 8 -Epsode 01 | 2015/10/10 10:00 |                                |
| 這次回顧小班11歲時與朋友們在貝爾市的拯救大人大作戰，而凱文就因為虛無零界暫時與地球開了門而與大隊一起行動。 |                |                                           |                    |                  | |                                |
| 72 | 71             | Stuck On You                              | QQ黏牢牢           | Arc 8 -Epsode 02 | |                                |
| 在一次從駭霸手中拯救人質行動後，小班的Omnitrix就黏住一個千變萬化的外星人QQ(原名Skurd)。 |                |                                           |                    |                  | |                                |
| 73 | 73             | Let's Do the Time War Again               | 再啟時間戰         | Arc 8 -Epsode 03 | |                                |
| 班10,000和矛盾博士返回現代，化解由幻空造成的無限輪迴。在這次行動中小班的電單車Tenn-Speed和戮克的車Proto-TRUK完全毀壞,後來被改造成能夠穿越時空的Time Cycles。 |                |                                           |                    |                  | |                                |
| 74 | 74             | Secret of Dos Santos                      | 神廟之謎           | Arc 8 -Epsode 04 | |                                |
| 小班和戮克受到凱伊的請求，一起調查南美的一個外星科技金字塔。 |                |                                           |                    |                  | |                                |
| 75 | 72             | Third Time's a Charm                      | 自投羅網           | Arc 8 -Epsode 05 | |                                |
| 小玟被變成一個小石像，與她一起被困的黑暗星和駭屍要合力逃出邪惡魔女的布袋。 |                |                                           |                    |                  | |                                |
| 76 | 78             | Final Countdown                           | 最後倒數           | Arc 8 -Epsode 06 | |                                |
| 君度大師闖入天工會總部破壞，這次危機令馬克決定把總部發射至大氣層，而戮克就因立功而晉升為長官。 |                |                                           |                    |                  | |                                |
| 77 | 76             | Malgax Attacks                            | 不能沒有你         | Arc 8 -Epsode 07 | |                                |
| 當小班打算請求阿茲米斯替他移除QQ時，魔賈斯與阿貝多再次聯手消滅小班，而魔賈斯更用變形魔的遺體把自己升級。 |                |                                           |                    |                  | |                                |
| 78 | 77             | The Most Dangerous Game Show              | 一路玩到掛         | Arc 8 -Epsode 08 | |                                |
| 小班被迫玩一個以「後宮爭鬥」為主題的宇宙知名遊戲節目，所有他認識的同齡女性都為了爭取成為小班的未來老婆而玩得非常投入。風波結束後，伊絲達決定與小班分手，而小班和凱伊正式相戀。 - 本集劇本由小班聲優Yuri Lowenthal撰寫。 |                |                                           |                    |                  | |                                |
| 79 | 79             | The End of an Era                         | 末日將至           | Arc 8 -Epsode 09 | 2016/1/29 22:00 |                                |
| 在20年後的未來，班10,000一家出席馬克的退休派對。而魔多郎就在此開始了時間大戰！時空黑白君在父親面前揭穿自己的身份後，班10,000托付他找昔日的小班和戮克加入戰鬥。 |                |                                           |                    |                  | |                                |
| 80 | 80             | A New Dawn                                | 黎明將至           | Arc 8 -Epsode 10 | |                                |
| 小班和戮克追逐魔多郎至美國獨立戰爭年代，認識同時是天工會成員的華盛頓總司令。另外年輕的魔賈斯首次見識了Omnitrix的威力...隨後他們跌入了宇宙創始大地，小班在死亡的邊緣中吸收了灰飛煙滅器的所有能量並成功收拾魔多郎。之後小班和戮克一同見證宇宙誕生，而QQ就決定跟著同伴創造星際的生命而告別二人。最後小班和戮克叫小玟和凱文一起探索宇宙。 |                |                                           |                    |                  | |                                |

- 2014年3月8日和3月15日的11:00時段週末強強滾單元每週六開始播出《Ben 10 全面進化》。循環播出台灣版進度第1集到第40集，每次播出14集。
- 根據節目表，2015年10月10日的10:00時段Ben 10 Omniverse Finale先後播出From Hedorium to Eternity、Stuck On You、Let's Do the Time War Again、The Secret of Dos Santos、Third Time's A Charm、The Final Countdown、Malgax Attacks、The Most Dangerous Game Show、The End of an Era和A New Dawn，但是實際上The End of an Era和A New Dawn兩集並沒有播出。

## 重要物品
- Omnitrix

外形像手錶，可以讓小班變身為不同的外星人。目前小班使用的版本和小時得到的不同，是阿茲米斯在《Ben 10 終極英雄》最後給他的。
- Ultimatrix

外形像護腕，和《Ben 10 終極英雄》中小班拿的版本不一樣，是阿貝多重新打造出來讓自己恢復原狀的。跟原來的Ultimatrix不同，新的Ultimatrix本質上只是個穩定裝置，用來讓阿貝多在《Ben 10 終極英雄》中獲得的變化能力能更加穩定的使用，除了可以變出和Omnitrix一樣的外星人外，還能快速突變某些外星人的DNA，使其變成能力比普通外星人還強數十倍的"終極版外星人"。
- Nemetrix

「邪惡版本的Omnitrix」，由駭霸讓他的寵物配上變身為外星生物，尤其是小班變身的天敵。Nemetrix是變形魔將在《The More Things Change, Part I》開頭複製的一部分Omnitrx的結構交給了神經蟹博士，之後再由神經蟹博士根據變形魔給予的Omnitrx結構製造而成的。神經蟹博士在完成Nemetrix後，將Nemetrix交給了駭霸，讓駭霸去蒐集各種外星猛獸的基因，還讓駭霸利用Nemetrix來捕捉小班，並搶奪小班的Omnitrx。
- 原型具(Proto-Tool)

戮克的配備，可以轉變成各式各樣的工具供戮克使用。戮克也對原型具進行改裝。原型具可以變成武器、護甲，或者偵測器。
- 灰飛煙滅器(Anihilaarg)

遠古智慧種族康特米里亞人的作品，足以毀滅一個宇宙。
- 天晶玉(Taydenite)

銀河系中非常稀罕的寶石，價值連城。
- 天晶幣(Tayden)

在宇宙和地下城使用的通用貨幣是天晶幣，兩塊天晶幣可以買一個冰淇淋，當時X超人被判罰的罰金實際上是兩個人格共十塊天晶幣，所以非常便宜。

## 播放時間
| 明珠台 星期一至五 17:00-17:25 節目 | 明珠台 星期一至五 17:00-17:25 節目                      | 明珠台 星期一至五 17:00-17:25 節目 |
| ---------------------------------- | ------------------------------------------------------- | ---------------------------------- |
|                                    | 少年勇將之宇宙激戰 第1－80集 （2015年2月25日－4月21日） |                                    |
| —                                  | —                                                       |                                    |

| 中央电视台少儿频道 星期一至五 12:00-13:00 “动漫世界”栏目 | 中央电视台少儿频道 星期一至五 12:00-13:00 “动漫世界”栏目 | 中央电视台少儿频道 星期一至五 12:00-13:00 “动漫世界”栏目 |
| -------------------------------------------------------- | -------------------------------------------------------- | -------------------------------------------------------- |
|                                                          | 少年骇客全面进化 第1－39集 （2017年9月21日－10月25日）   |                                                          |
| 雅卡利的神奇历险 （第四季）                              | 瑞奇宝宝                                                 |                                                          |

| 湖南广播电视台金鹰卡通频道 22：00节目 | 湖南广播电视台金鹰卡通频道 22：00节目   | 湖南广播电视台金鹰卡通频道 22：00节目 |
| ------------------------------------- | --------------------------------------- | ------------------------------------- |
|                                       | 少年骇客之全面进化 （2018年2月28日 - ） |                                       |
| —                                     | —                                       |                                       |

## 相關連結
- （英文）本節目官方網站（页面存档备份，存于）
- （英文）Ben 10 Planet（页面存档备份，存于）